# Missões diplomáticas do México

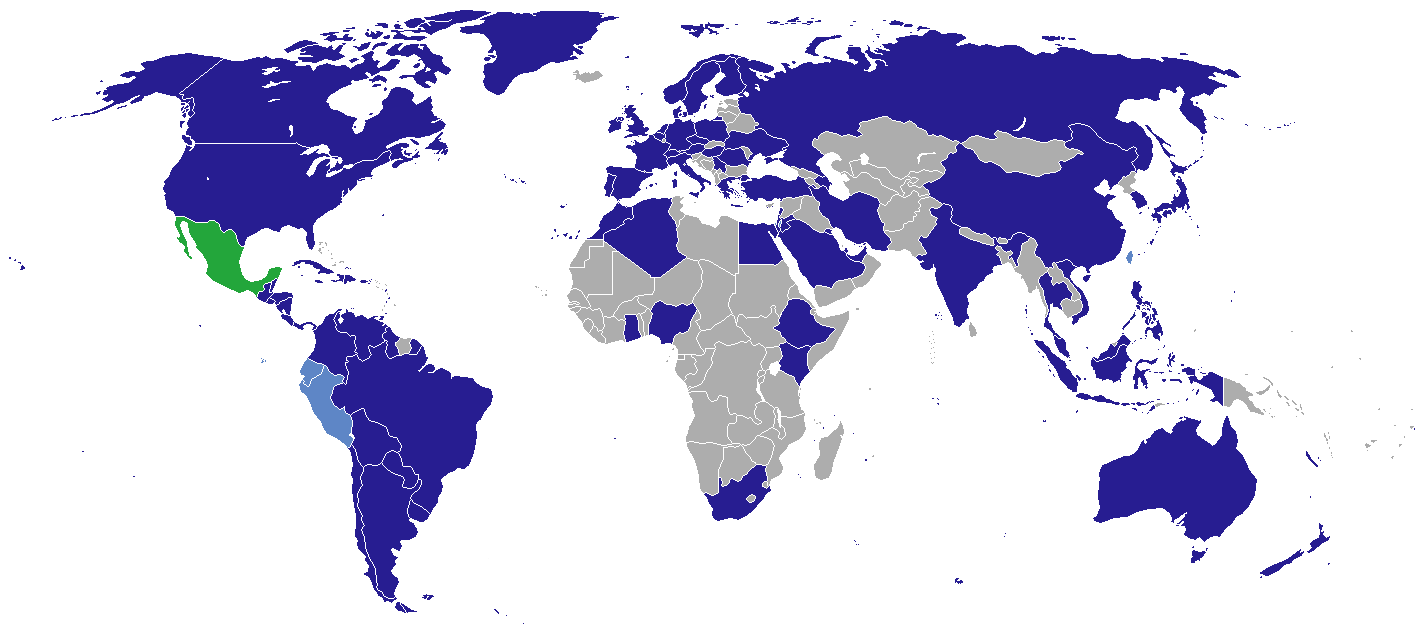
Mapa dos países com embaixadas mexicanas.

Esta é uma lista das missões diplomáticas do México ao redor do mundo.

## África
- África do Sul
  - Pretória (Embaixada)
- Argélia
  - Argel (Embaixada)
- Egito
  - Cairo (Embaixada)
- Etiópia
  - Adis-Abeba (Embaixada)
- Gana
  - Acra (Embaixada)
- Marrocos
  - Rabat (Embaixada)
- Nigéria
  - Abuja (Embaixada)
- Quênia
  - Nairóbi (Embaixada)

## América
- Argentina
  - Buenos Aires (Embaixada)
- Belize
  - Belmopan (Embaixada)
  - Cidade de Belize (Consulado)
- Bolívia
  - La Paz (Embaixada)
- Brasil
  - Brasília (Embaixada)
  - Rio de Janeiro (Consulado-Geral)
  - São Paulo (Consulado-Geral)
- Canadá
  - Ottawa (Embaixada)
  - Montreal (Consulado-Geral)
  - Toronto (Consulado-Geral)
  - Vancouver (Consulado)
  - Calgary (Consulado)
  - Leamington (Consulado)
- Chile
  - Santiago (Embaixada)
- Colômbia
  - Bogotá (Embaixada)
- Costa Rica
  - São José (Embaixada)
- Cuba
  - Havana (Embaixada)
  - Havana (Consulado)
- El Salvador
  - San Salvador (Embaixada)
- Estados Unidos
  - Washington, DC (Embaixada)
  - Washington, DC (Consulado-Geral)
  - Atlanta (Consulado-Geral)
  - Austin (Consulado-Geral)
  - Boston (Consulado-Geral)
  - Chicago (Consulado-Geral)
  - Dallas (Consulado-Geral)
  - Denver (Consulado-Geral)
  - El Paso (Consulado-Geral)
  - Houston (Consulado-Geral)
  - Laredo (Consulado-Geral)
  - Los Angeles (Consulado-Geral)
  - Miami (Consulado-Geral)
  - Nogales (Consulado-Geral)
  - Nova Iorque (Consulado-Geral)
  - Phoenix (Consulado-Geral)
  - Raleigh (Consulado-Geral)
  - Sacramento (Consulado-Geral)
  - San Antonio (Consulado-Geral)
  - San Diego (Consulado-Geral)
  - São Francisco (Consulado-Geral)
  - São José (Consulado-Geral)
  - San Juan (Consulado-Geral)
  - Albuquerque (Consulado)
  - Boise (Consulado)
  - Brownsville (Consulado)
  - Calexico (Consulado)
  - Del Rio (Consulado)
  - Detroit (Consulado)
  - Douglas (Consulado)
  - Eagle Pass(Consulado)
  - Filadélfia (Consulado)
  - Fresno (Consulado)
  - Indianápolis (Consulado)
  - Kansas City (Consulado)
  - Las Vegas (Consulado)
  - Little Rock (Consulado)
  - McAllen (Consulado)
  - Milwaukee (Consulado)
  - Novo Brunswick (Consulado)
  - Nova Orleães (Consulado)
  - Oklahoma City (Consulado)
  - Omaha (Consulado)
  - Orlando (Consulado)
  - Oxnard (Consulado)
  - Portland (Consulado)
  - Presidio (Consulado)
  - Saint Paul (Consulado)
  - Salt Lake City (Consulado)
  - San Bernardino (Consulado)
  - Santa Ana (Consulado)
  - Seattle (Consulado)
  - Tucson (Consulado)
  - Yuma (Consulado)
- Guatemala
  - Cidade da Guatemala (Embaixada)
  - Flores (Consulado)
  - Quetzaltenango (Consulado)
  - Tecún Umán (Consulado)
- Guiana
  - Georgetown (Embaixada)
- Haiti
  - Porto Príncipe (Embaixada)
- Honduras
  - Tegucigalpa (Embaixada)
  - San Pedro Sula (Consulado)
- Jamaica
  - Kingston (Embaixada)
- Nicarágua
  - Manágua (Embaixada)
- Panamá
  - Panamá (Embaixada)
- Paraguai
  - Assunção (Embaixada)
- Peru
  - Lima (Embaixada)
- República Dominicana
  - Santo Domingo (Embaixada)
- Santa Lúcia
  - Castries (Embaixada)
- Trinidad e Tobago
  - Port of Spain (Embaixada)
- Uruguai
  - Montevidéu (Embaixada)
- Venezuela
  - Caracas (Embaixada)

## Ásia
- Arábia Saudita
  - Riade (Embaixada)
- Azerbaijão
  - Baku (Embaixada)
- Catar
  - Doha (Embaixada)
- China
  - Pequim (Embaixada)
  - Cantão (Consulado-Geral)
  - Hong Kong (Consulado-Geral)
  - Xangai (Consulado-Geral)
- Coreia do Sul
  - Seul (Embaixada)
- Emirados Árabes Unidos
  - Abu Dhabi (Embaixada)
- Filipinas
  - Manila (Embaixada)
- Índia
  - Nova Délhi (Embaixada)
  - Bombaim (Consulado)
- Indonésia
  - Jacarta (Embaixada)
- Irão
  - Teerã (Embaixada)
- Israel
  - Tel Aviv (Embaixada)
- Japão
  - Tóquio (Embaixada)
  - Tóquio (Consulado-Geral)
- Jordânia
  - Amã (Embaixada)
- Kuwait
  - Cidade do Kuwait (Embaixada)
- Líbano
  - Beirute (Embaixada)
- Malásia
  - Kuala Lumpur (Embaixada)
- Palestina
  - Ramallah (Escritório de Representação)
- Singapura
  - Singapura (Embaixada)
- Tailândia
  - Banguecoque (Embaixada)
- Taiwan
  - Taipé (Escritório Representativo)
- Turquia
  - Ancara (Embaixada)
  - Istambul (Consulado)
- Vietname
  - Hanói (Embaixada)

## Europa
- Alemanha
  - Berlim (Embaixada)
  - Frankfurt (Consulado)
- Áustria
  - Viena (Embaixada)
- Bélgica
  - Bruxelas (Embaixada)
- Chéquia
  - Praga (Embaixada)
- Dinamarca
  - Copenhague (Embaixada)
- Espanha
  - Madrid (Embaixada)
  - Barcelona (Consulado)
- Finlândia
  - Helsínquia (Embaixada)
- França
  - Paris (Embaixada)
  - Paris (Consulado-Geral)
  - Estrasburgo (Escritório Representativo)
- Grécia
  - Atenas (Embaixada)
- Hungria
  - Budapeste (Embaixada)
- Irlanda
  - Dublin (Embaixada)
- Itália
  - Roma (Embaixada)
  - Milão (Consulado-Geral)
- Noruega
  - Oslo (Embaixada)
- Países Baixos
  - Haia (Embaixada)
- Polónia
  - Varsóvia (Embaixada)
- Portugal
  - Lisboa (Embaixada)
- Reino Unido
  - Londres (Embaixada)
- Roménia
  - Bucareste (Embaixada)
- Rússia
  - Moscovo (Embaixada)
- Santa Sé
  - Roma (Embajada)
- Sérvia
  - Belgrado (Embaixada)
- Suécia
  - Estocolmo (Embaixada)
- Suíça 
  - Berna (Embaixada)
- Ucrânia
  - Kiev (Embaixada)

## Oceania
- Austrália
  - Canberra (Embaixada)
- Nova Zelândia
  - Wellington (Embaixada)

## Organizações multilaterais e escritórios
- Bruxelas (Missão Permanente junto da União Europeia)
- Genebra (Missão Permanente junto à Organização das Nações Unidas e outros organismos internacionais)
- Montevidéu (Missão Permanente junto à ALADI e ao Mercosul)
- Nova Iorque (Missão Permanente junto à Organização das Nações Unidas)
- Paris (Missão Permanente junto à UNESCO e ao OCDE)
- Roma (Missão Permanente junto à Organização das Nações Unidas para a Alimentação e a Agricultura)
- Viena (Missão Permanente junto à AIEA)
- Washington, DC (Missão Permanente junto à Organização dos Estados Americanos)

## Galeria

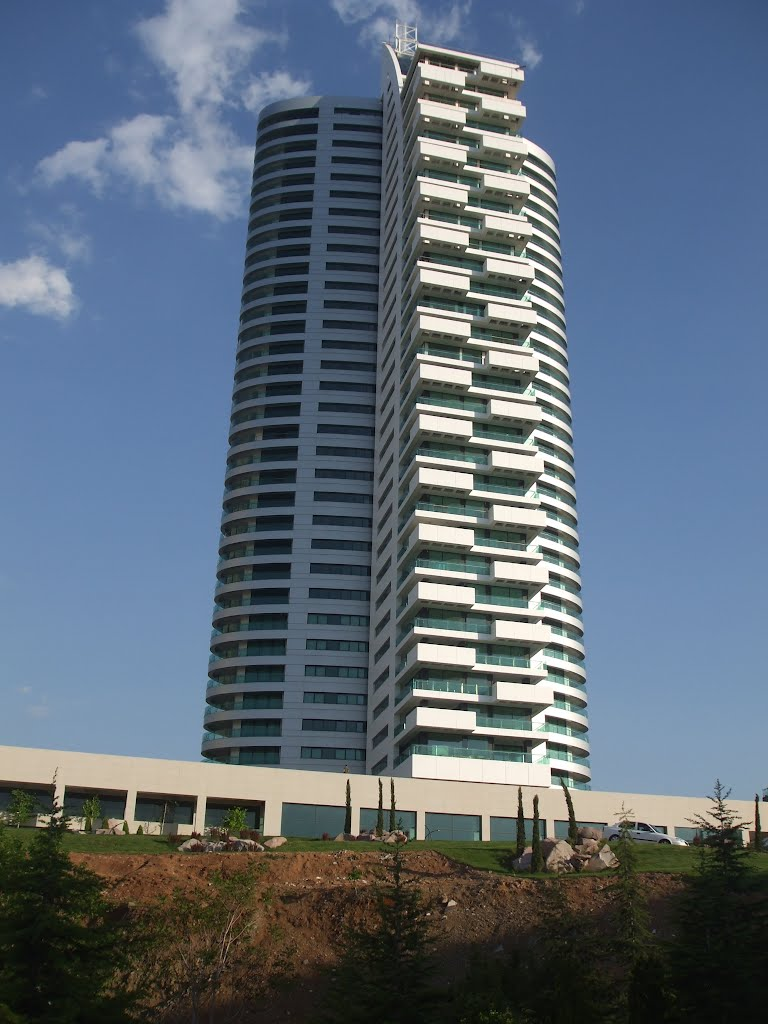
Prédio que abriga a Embaixada em Ancara
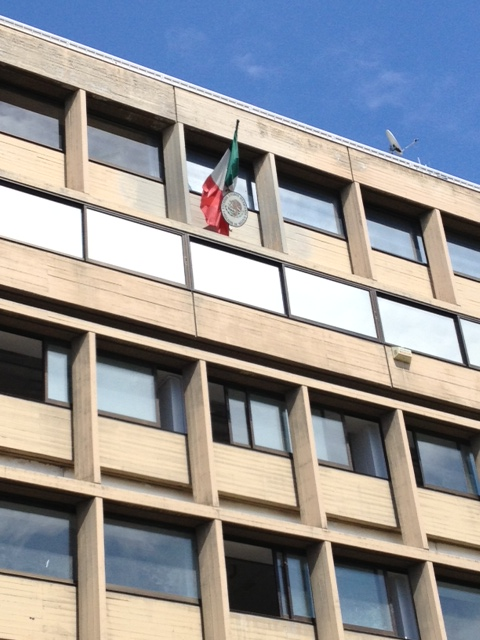
Embaixada em Atenas
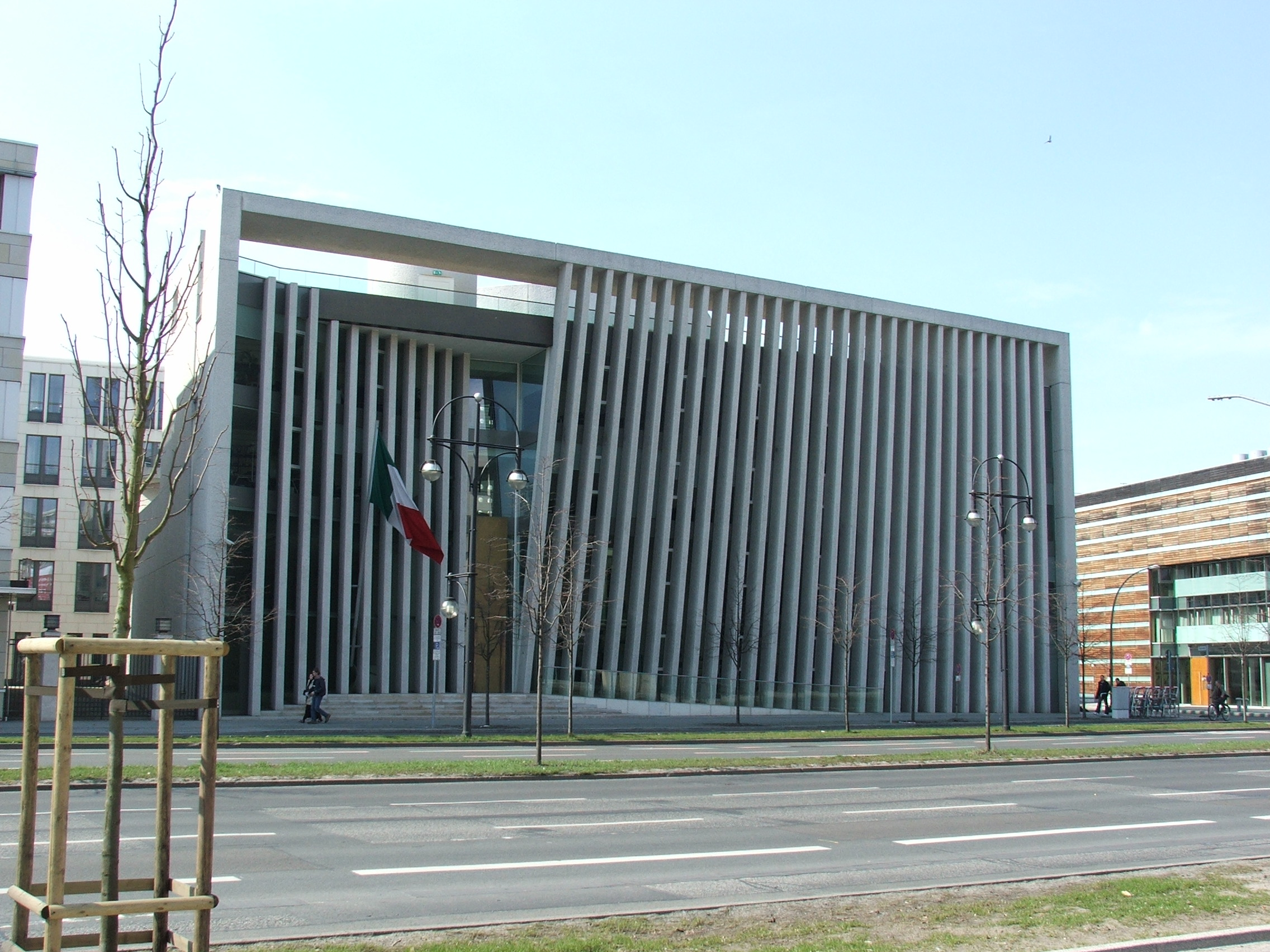
Embaixada em Berlim
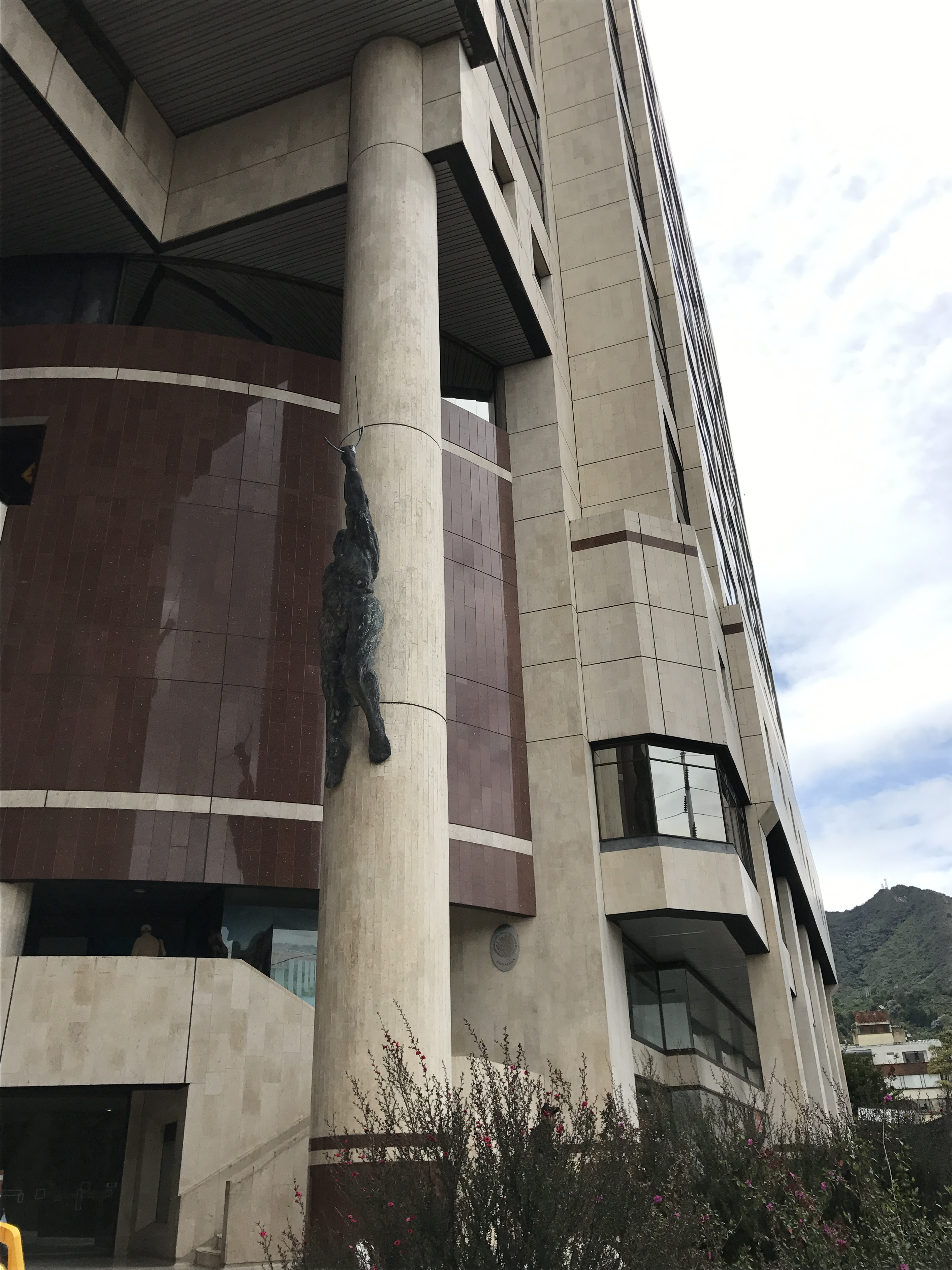
Embaixada em Bogotá
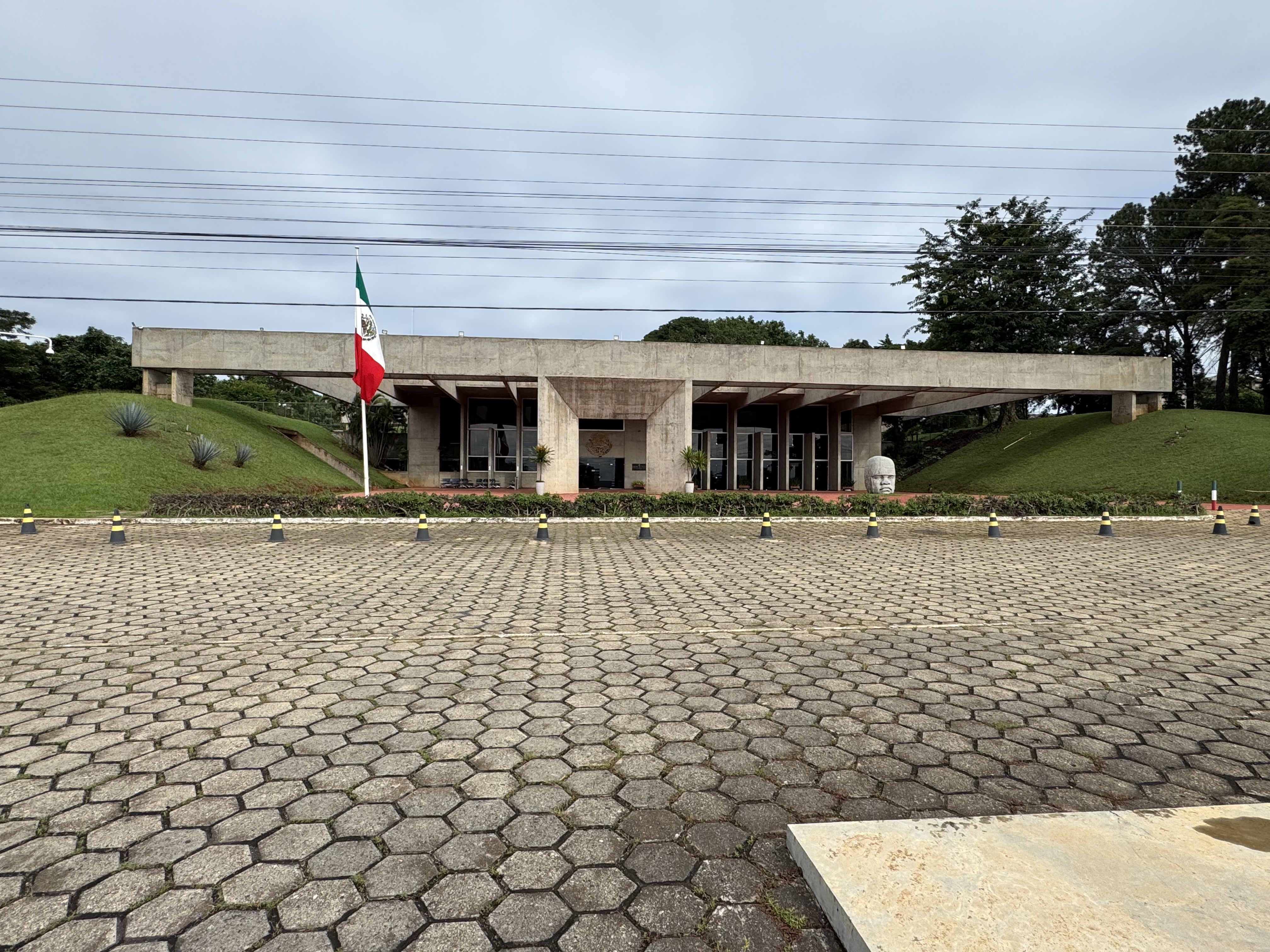
Embaixada em Brasília
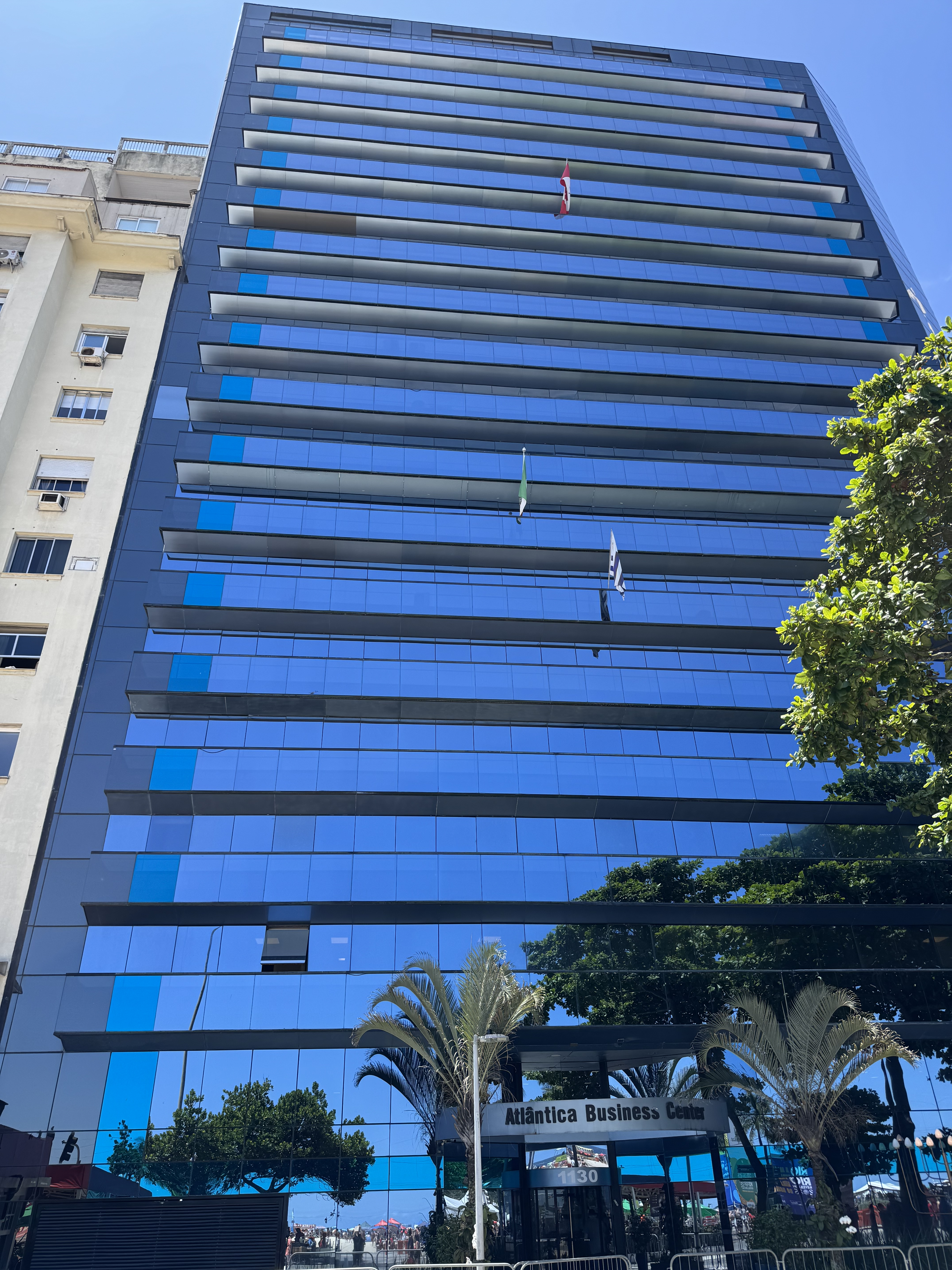
Consulado-geral no Rio de Janeiro
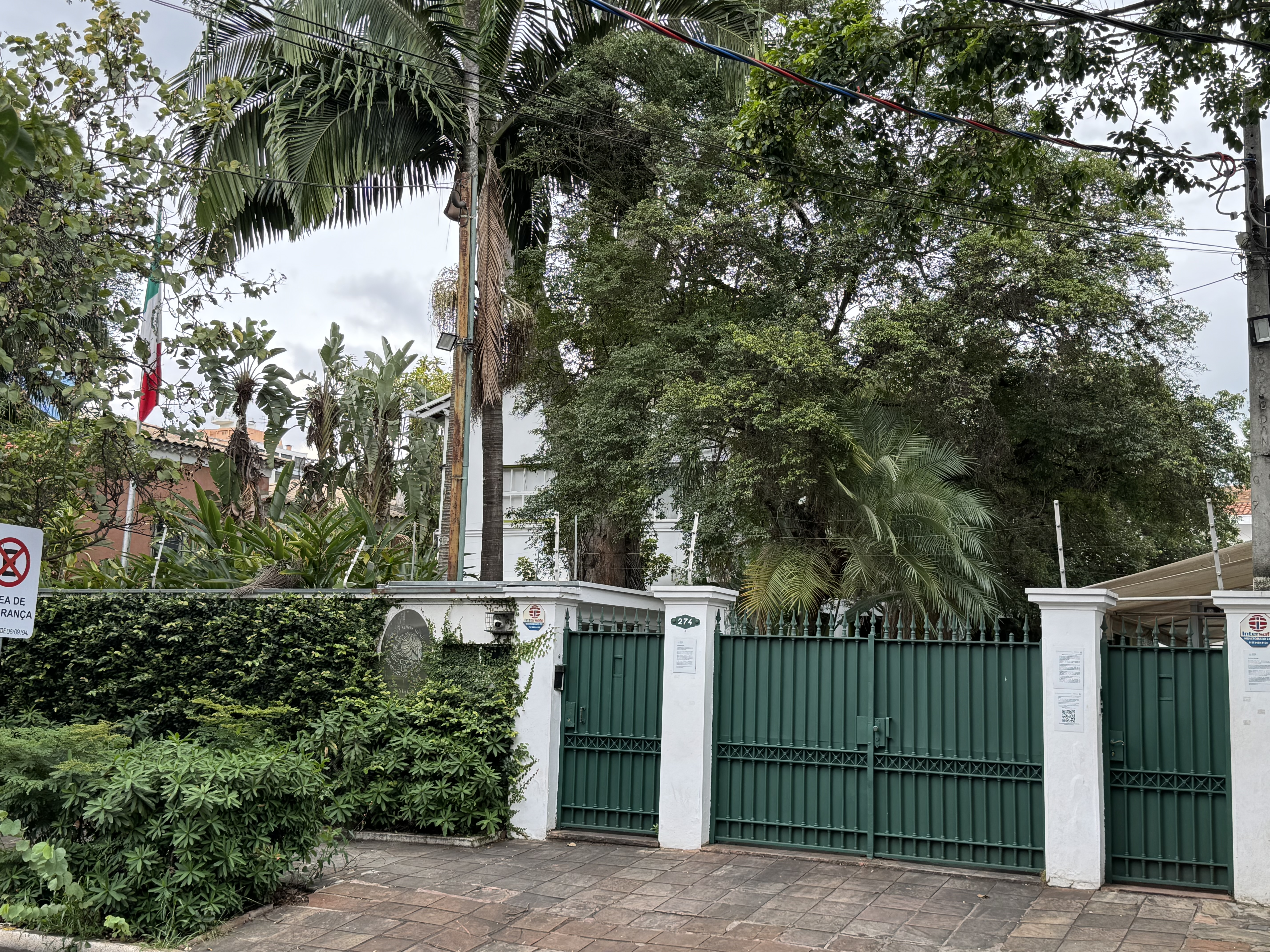
Consulado-geral em São Paulo
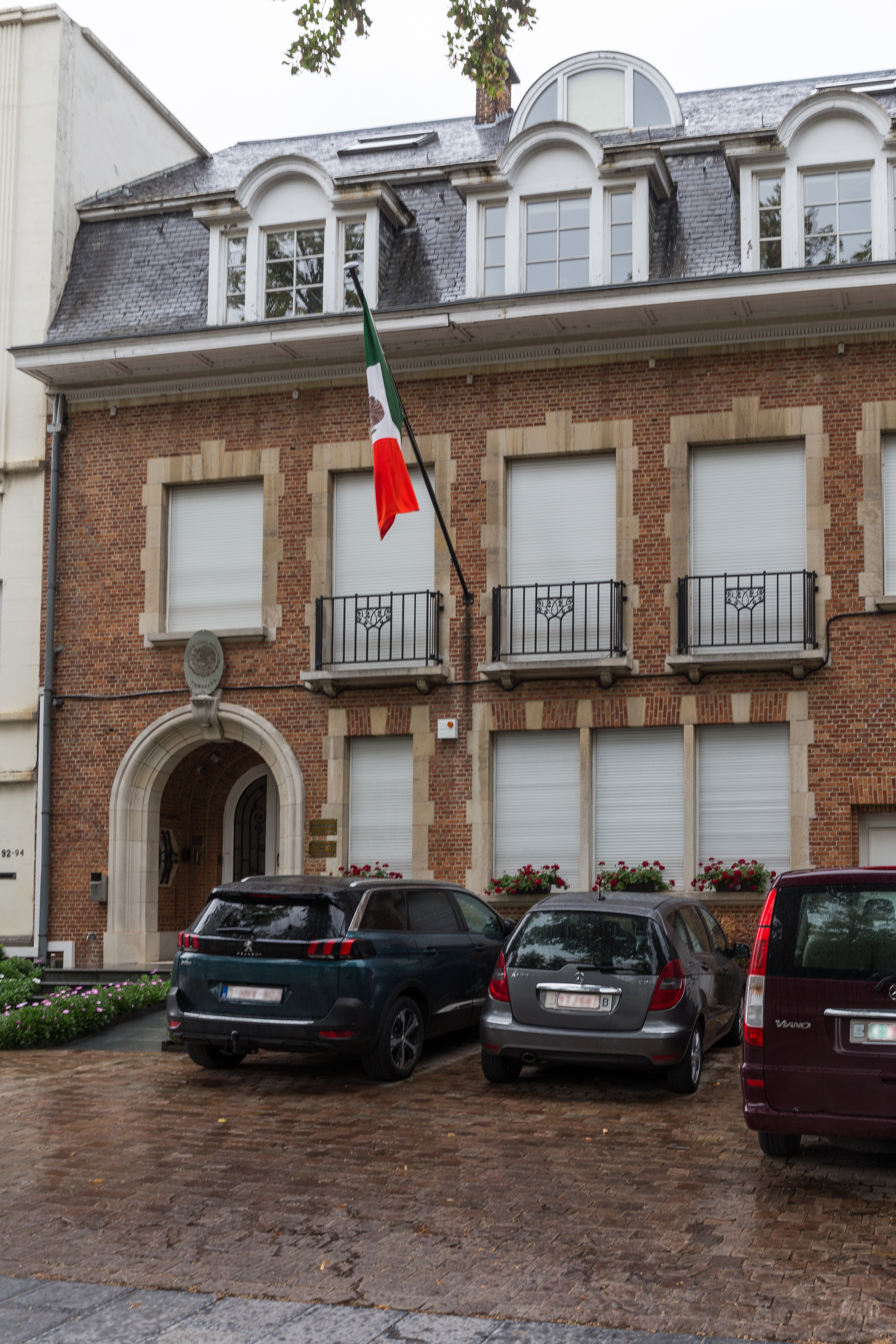
Embaixada em Bruxelas
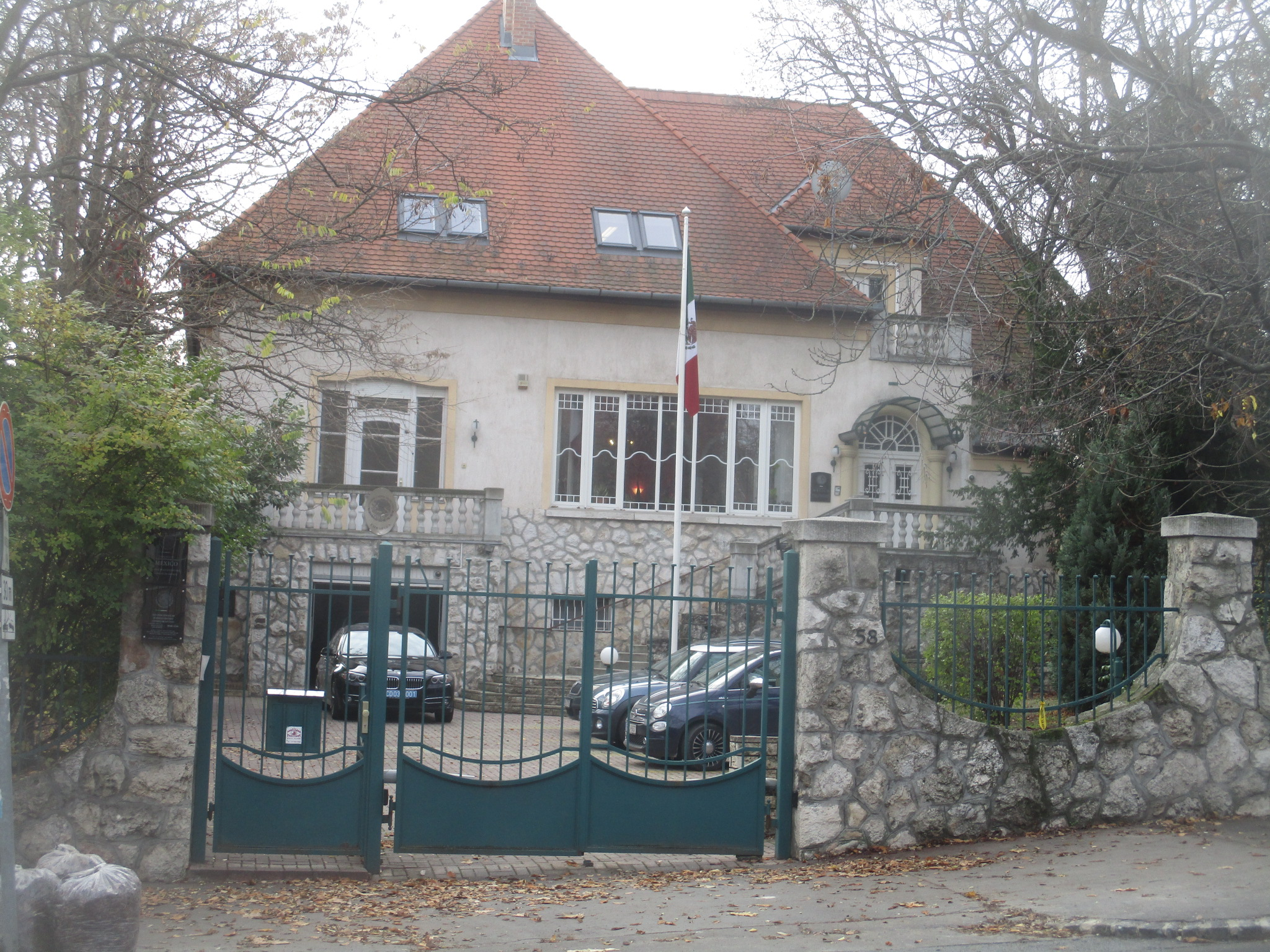
Embaixada em Budapeste
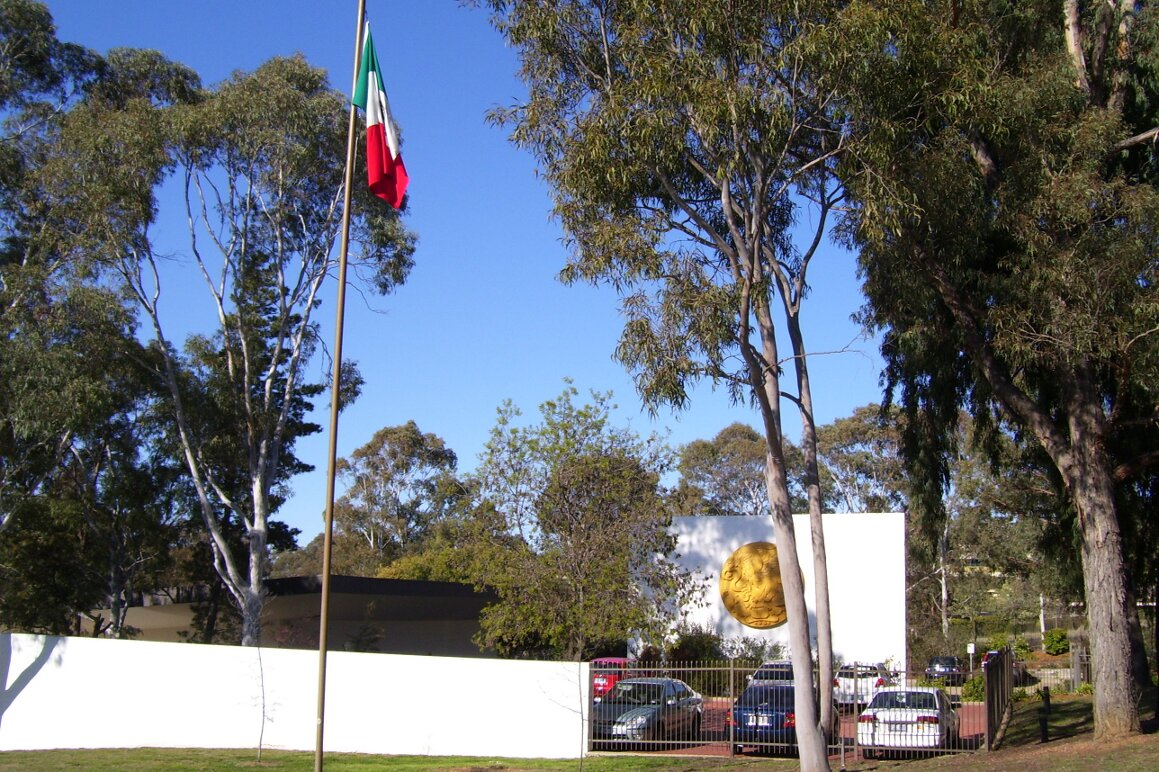
Embaixada em Canberra
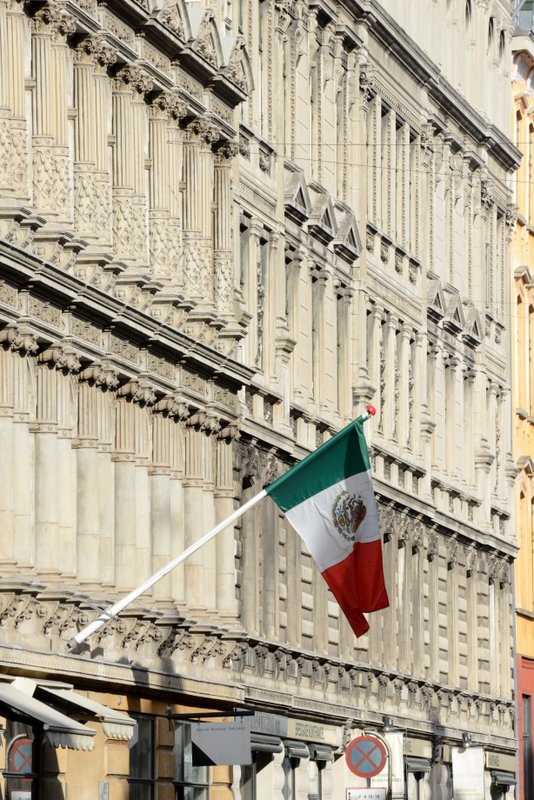
Embaixada em Copenhague
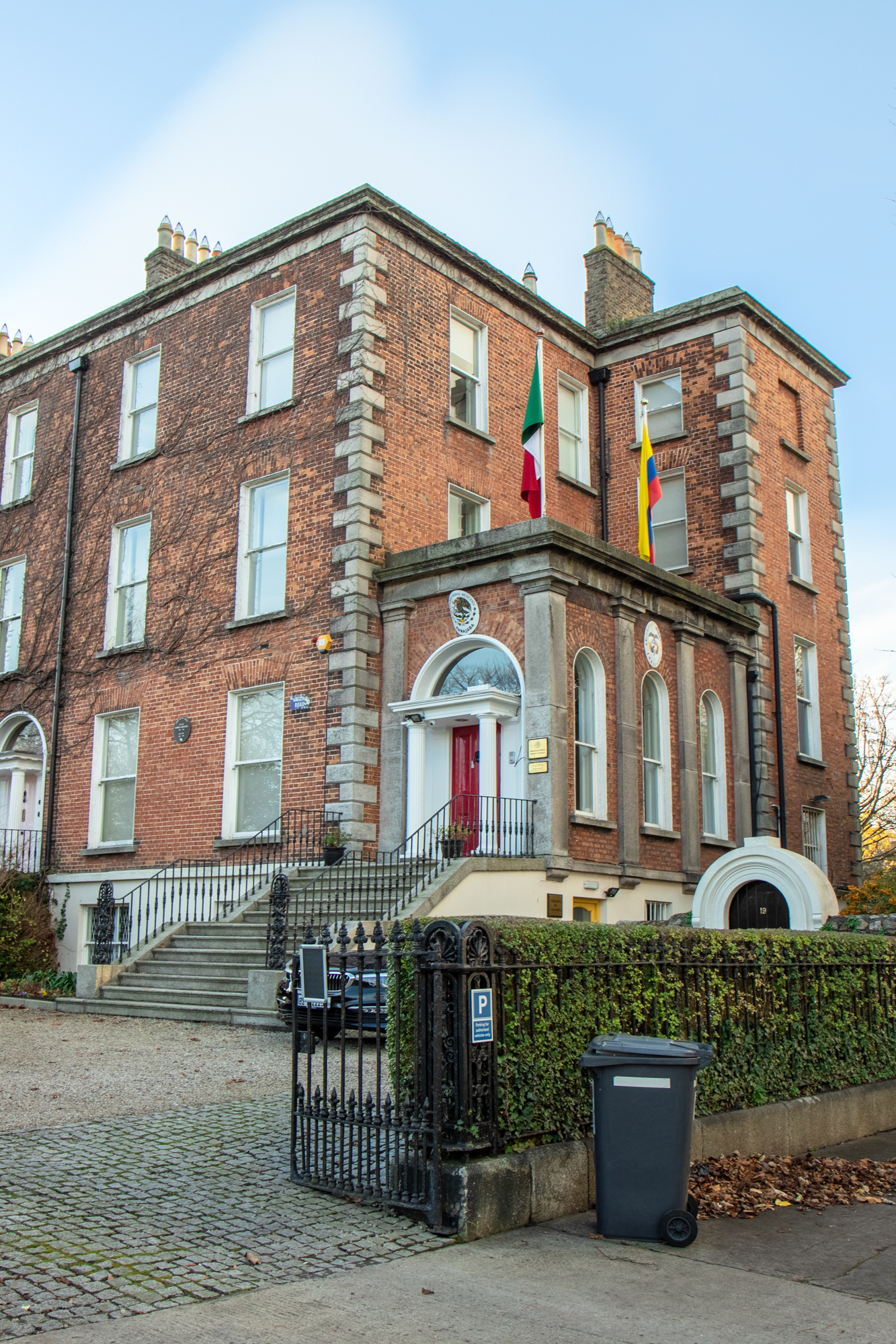
Embaixada em Dublin
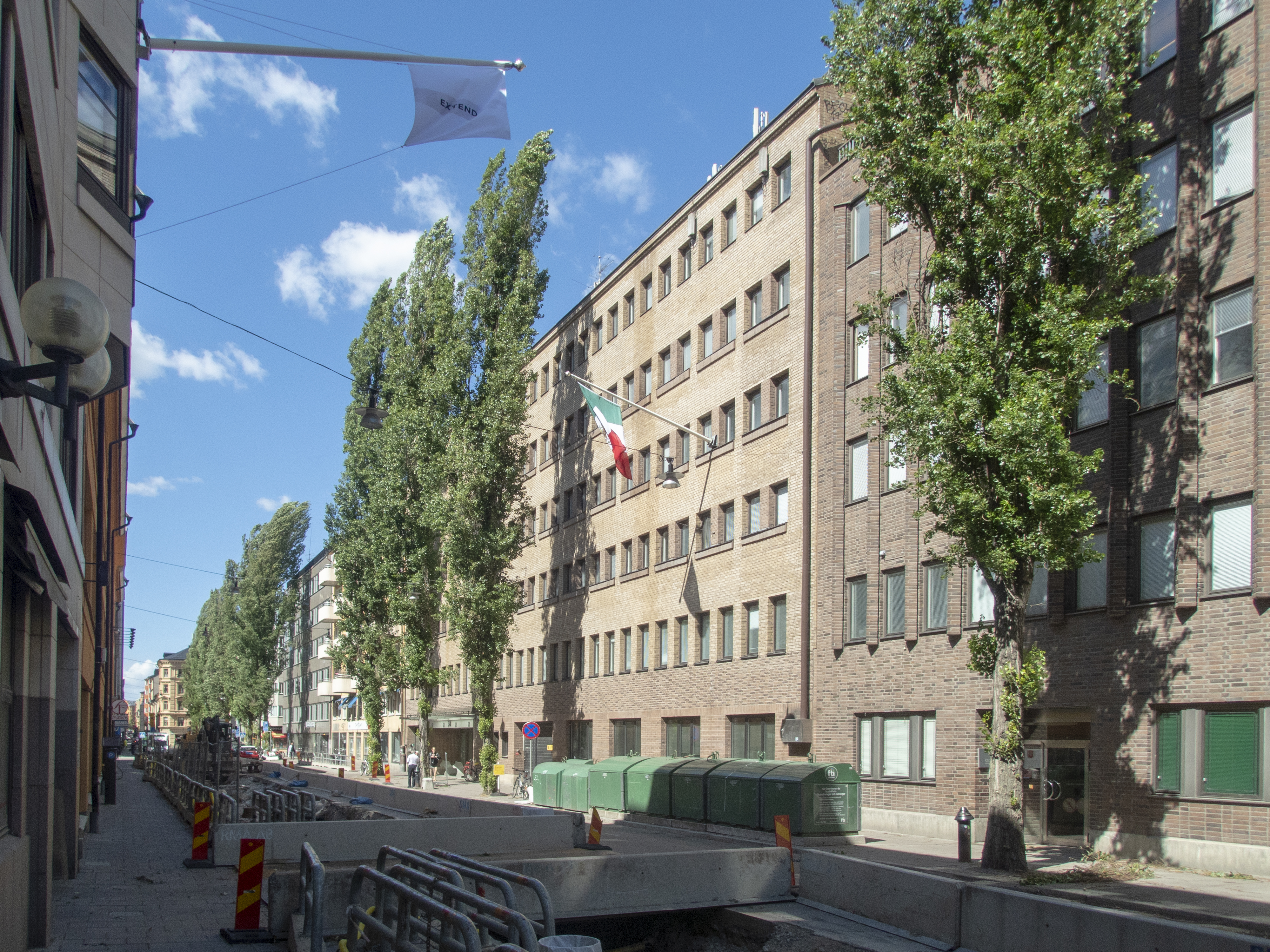
Embaixada em Estocolmo
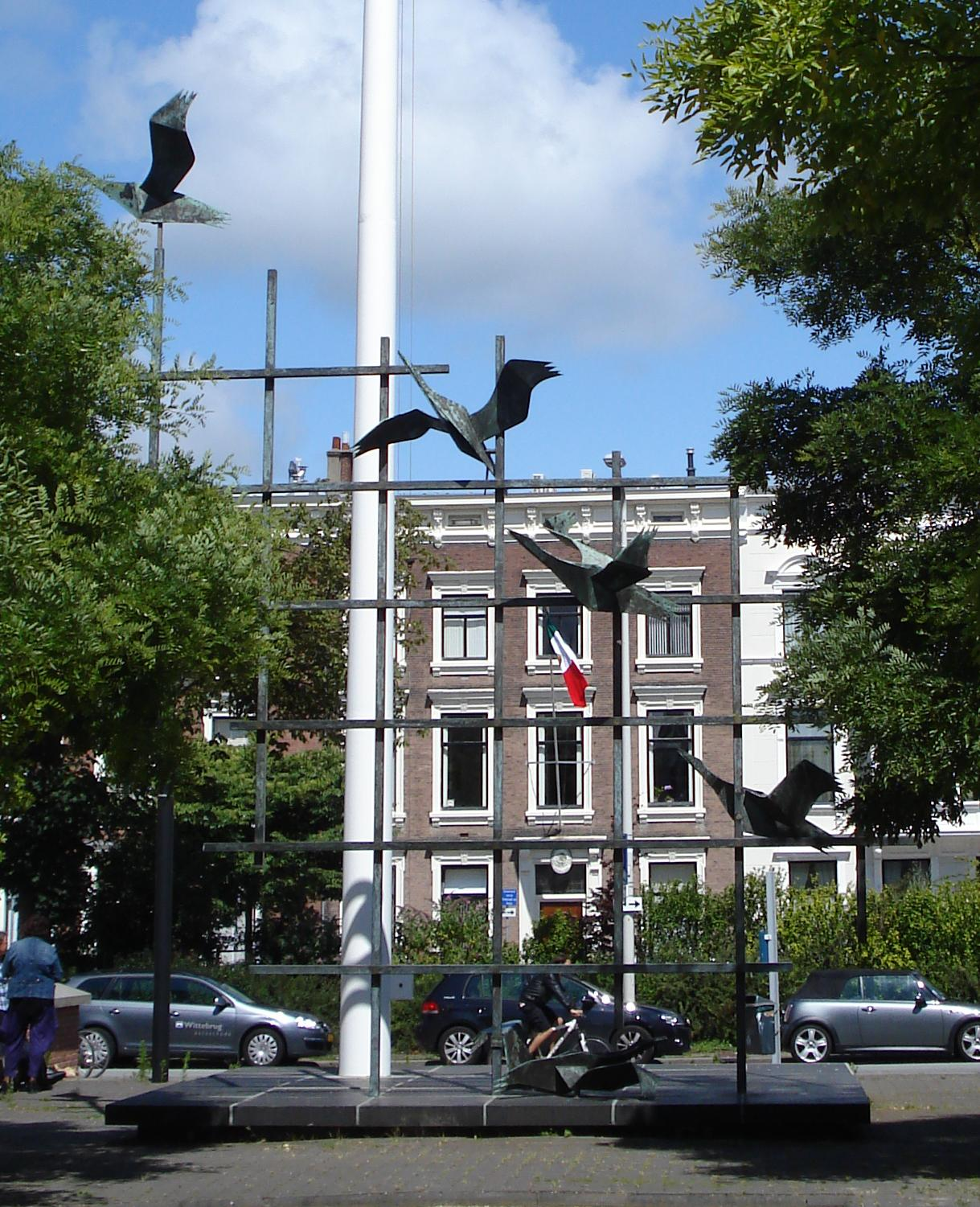
Embaixada em Haia
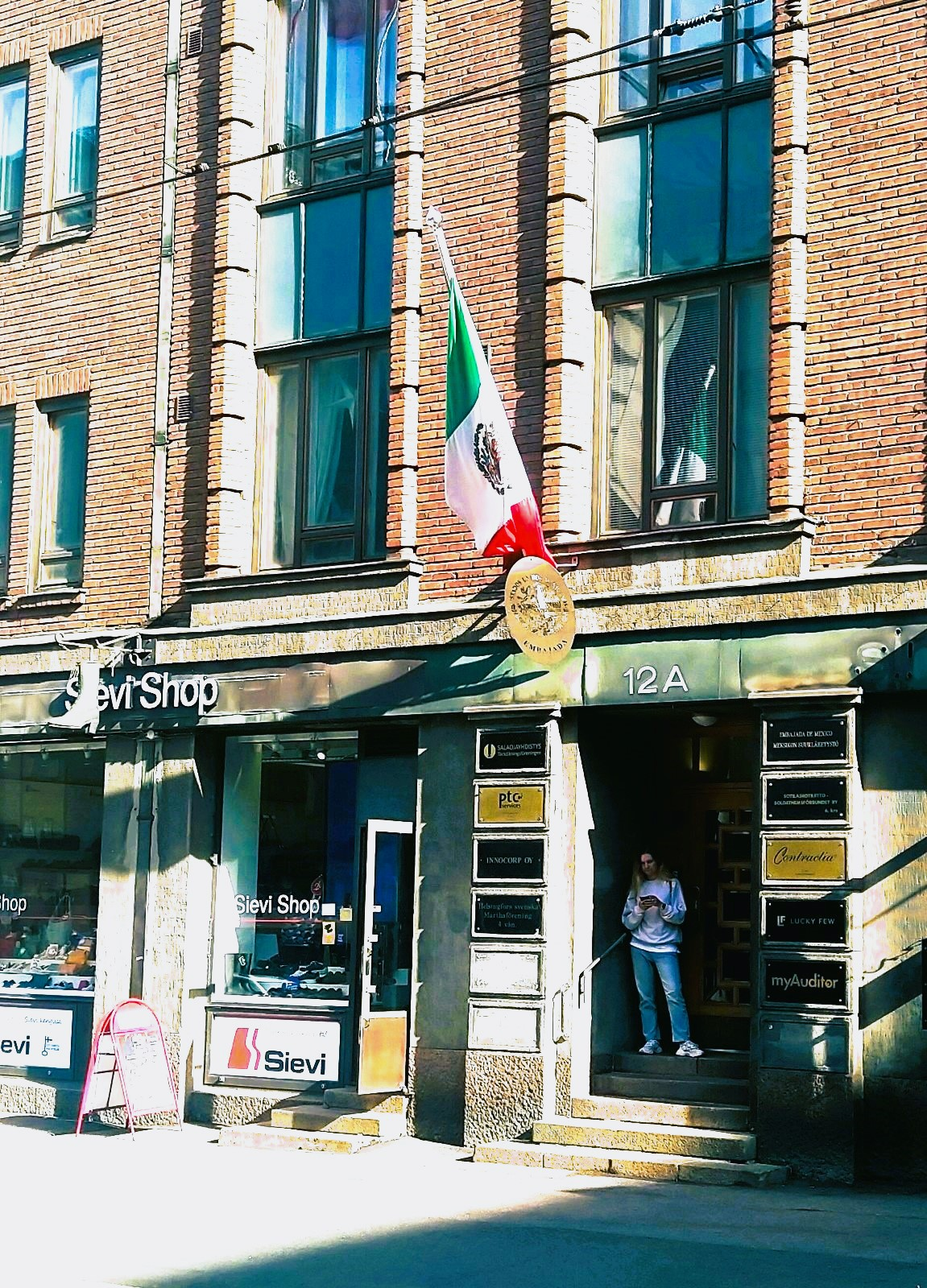
Embaixada em Helsínquia
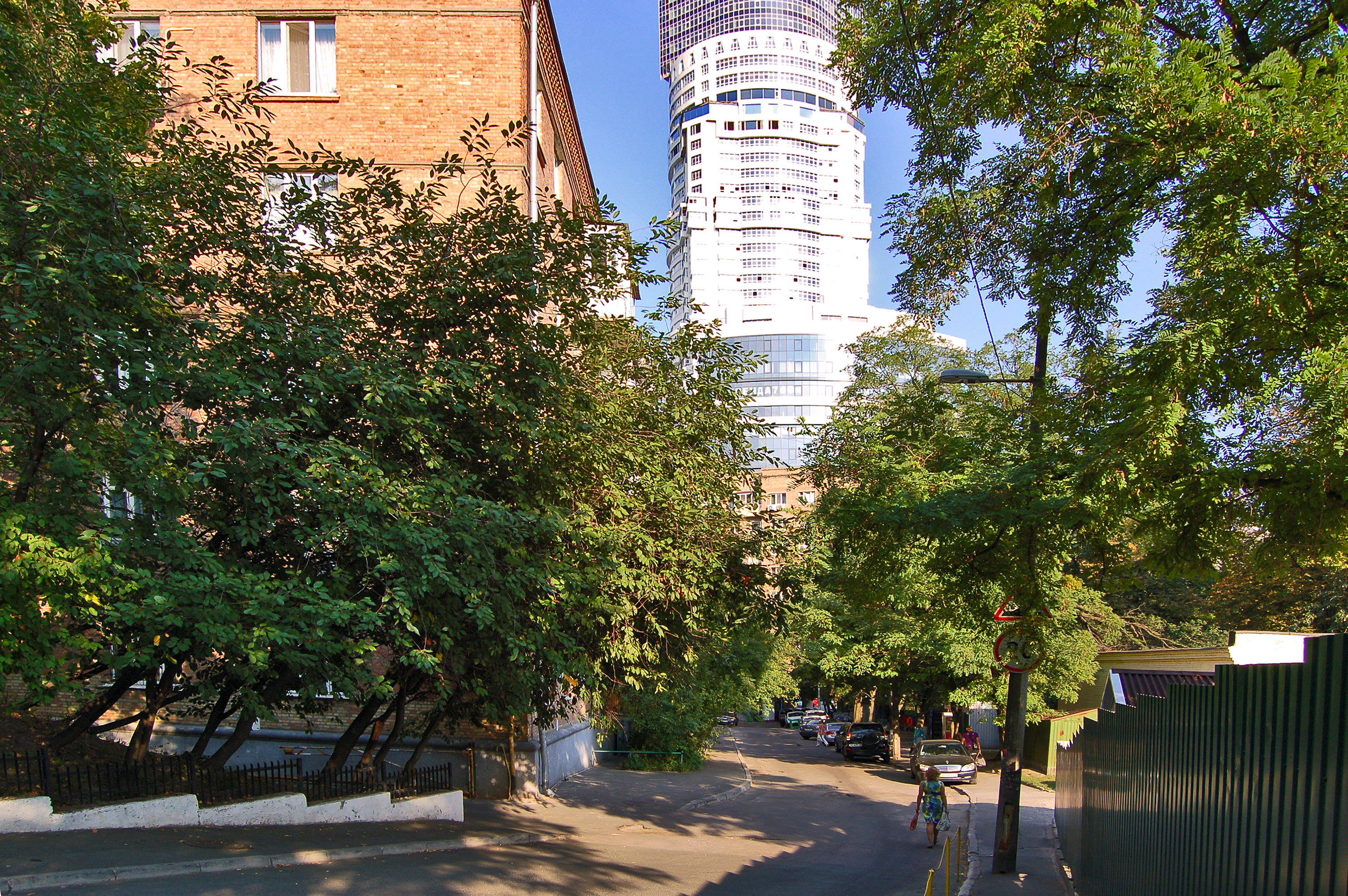
Prédio que abriga a Embaixada em Kiev
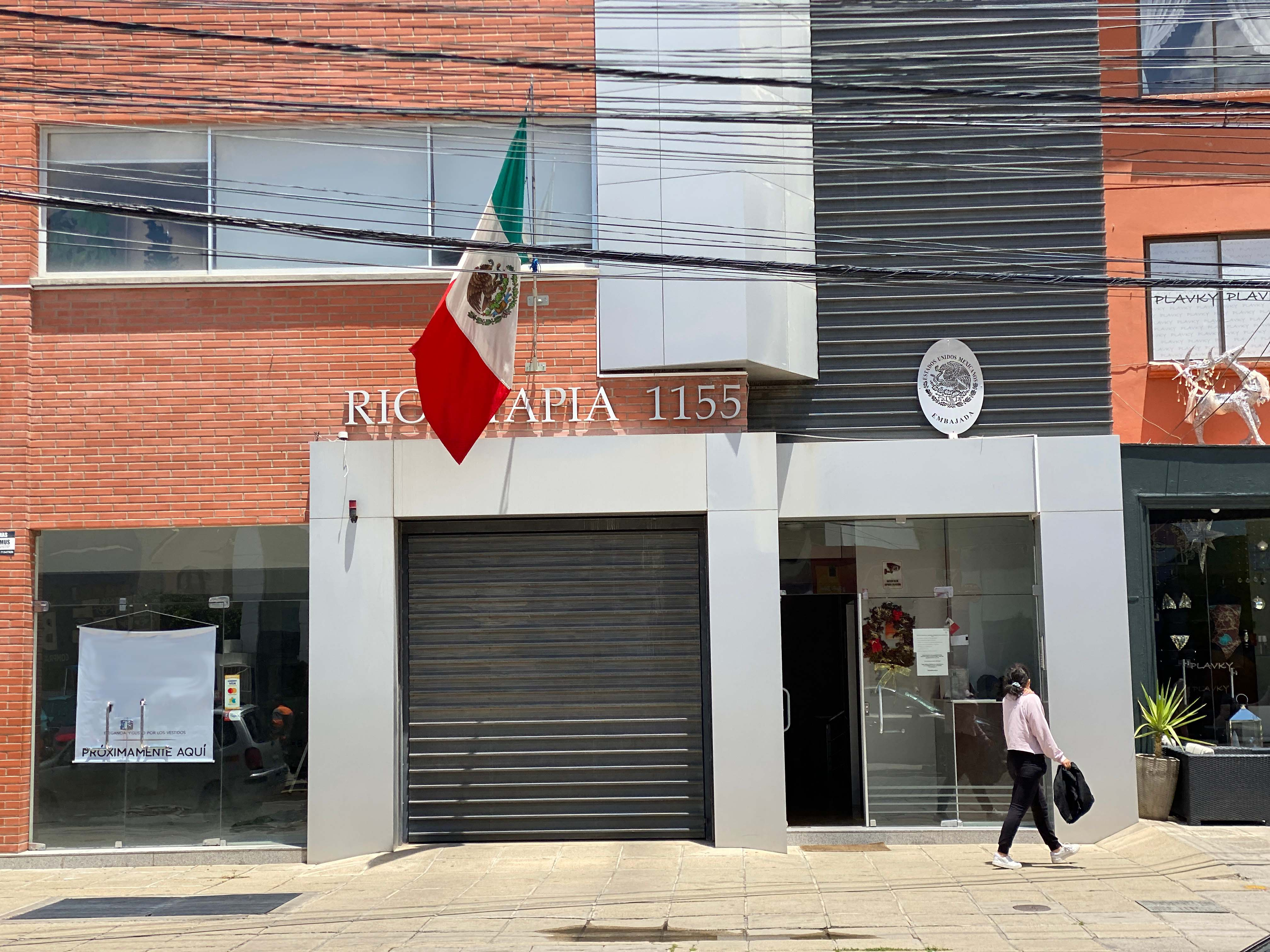
Embaixada em La Paz
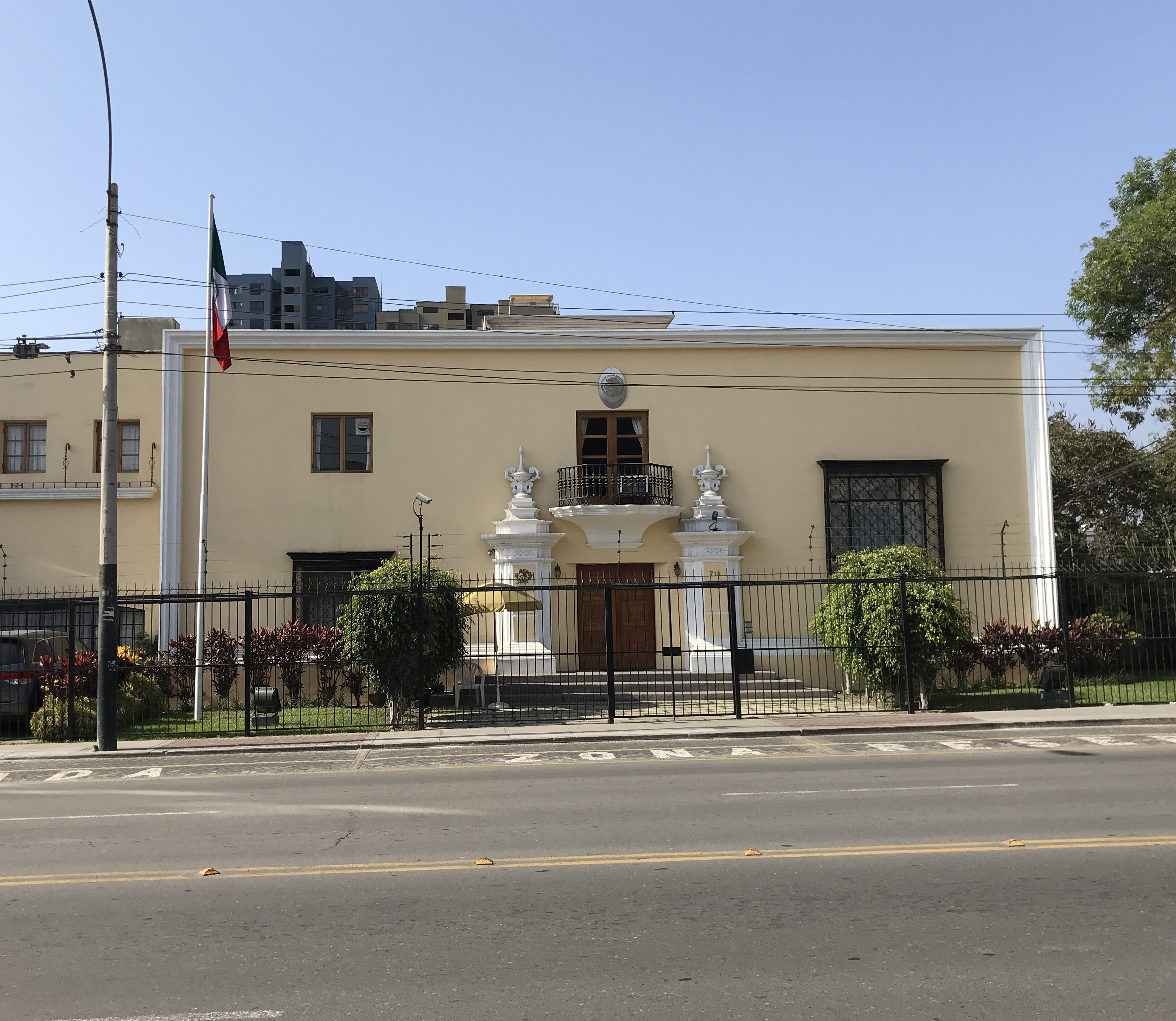
Embaixada em Lima
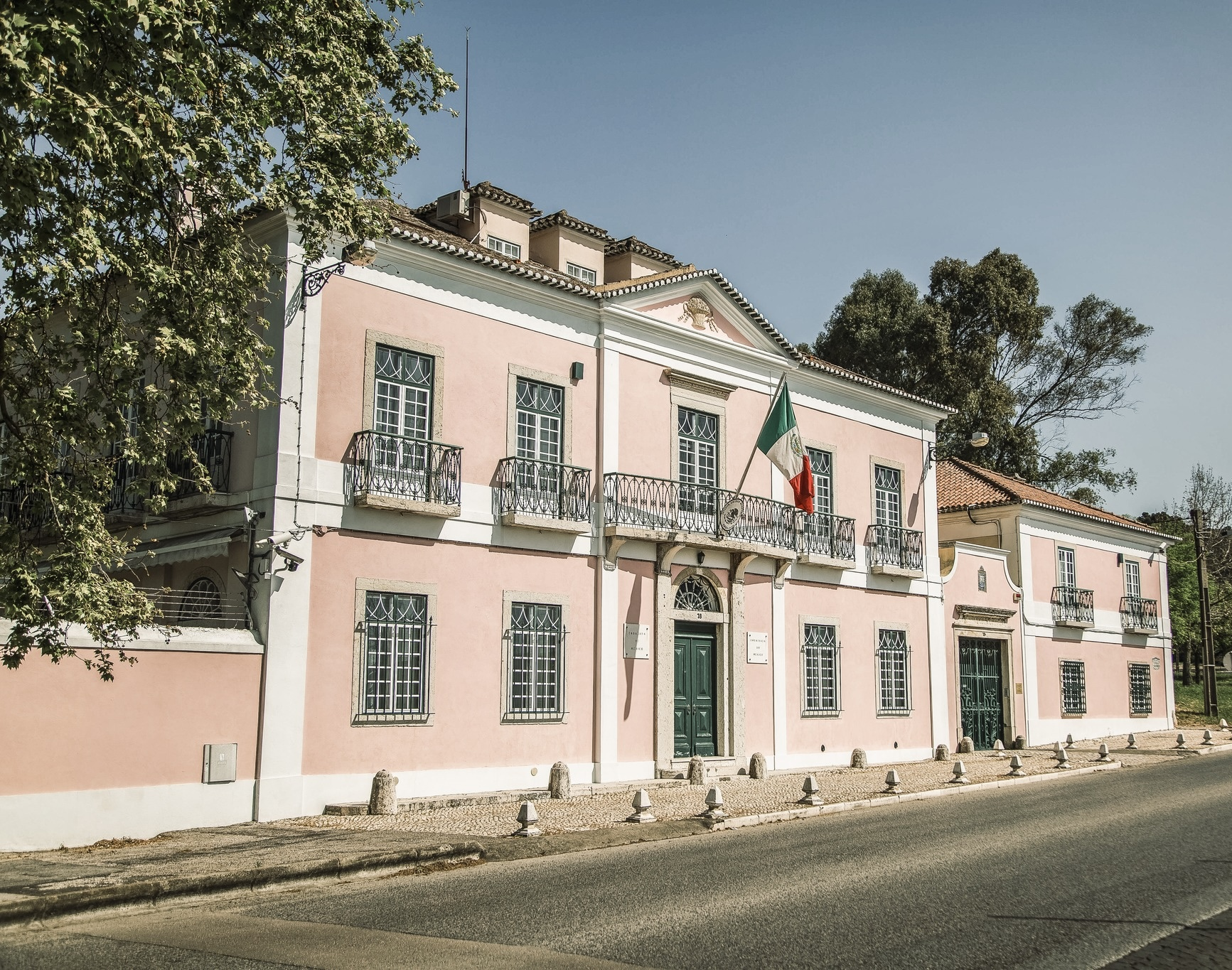
Embaixada em Lisboa
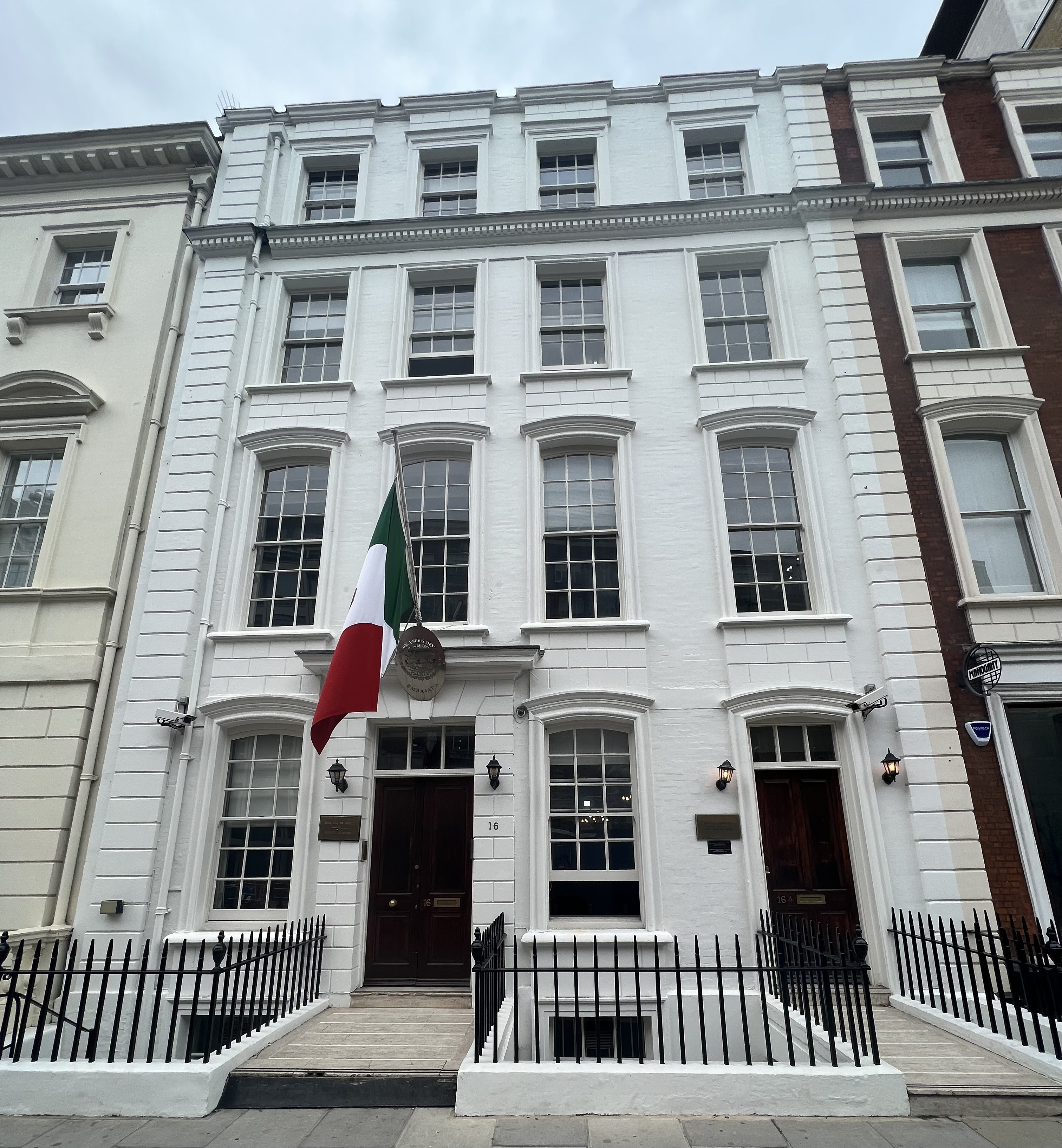
Embaixada em Londres
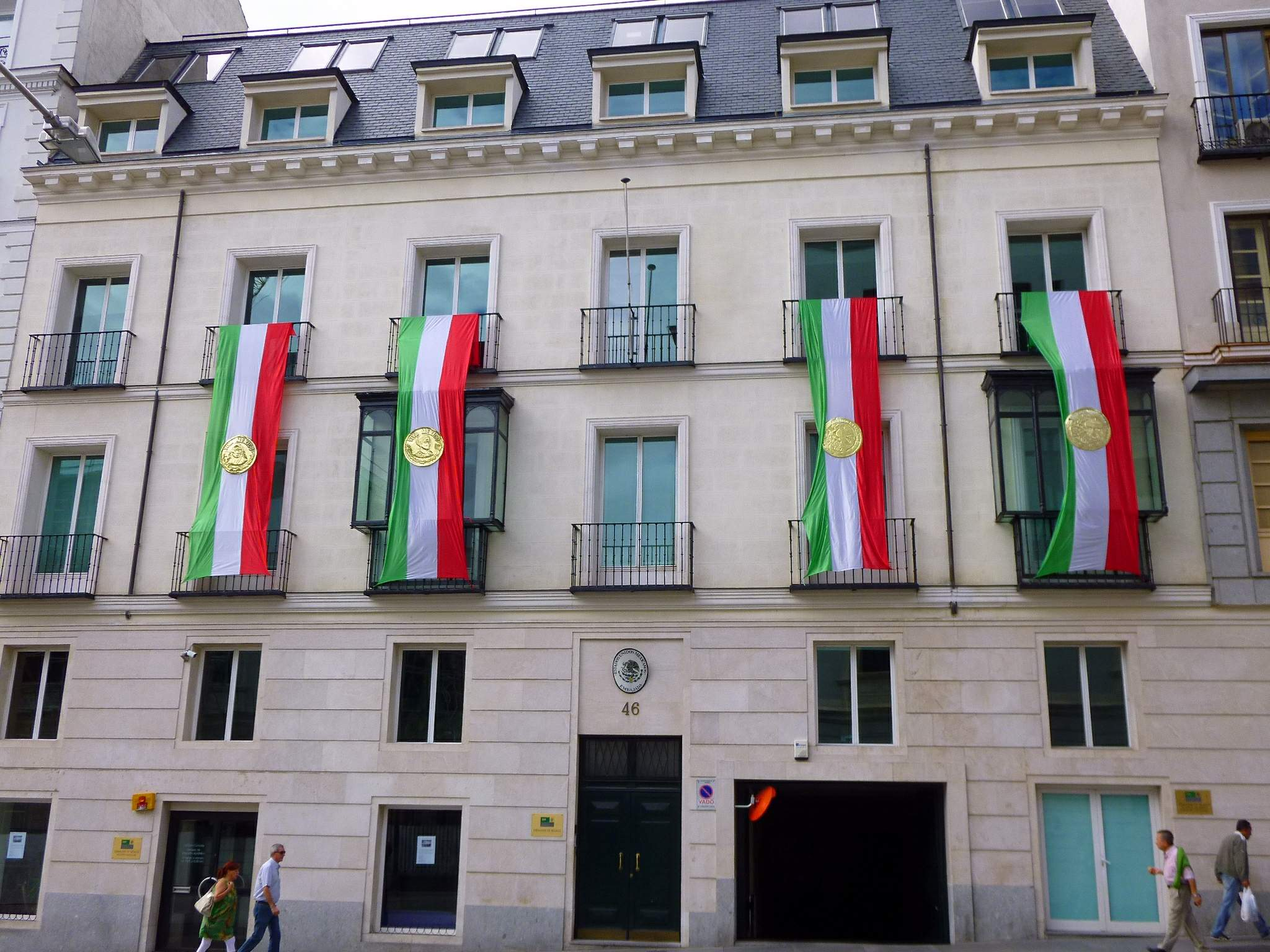
Embaixada em Madrid
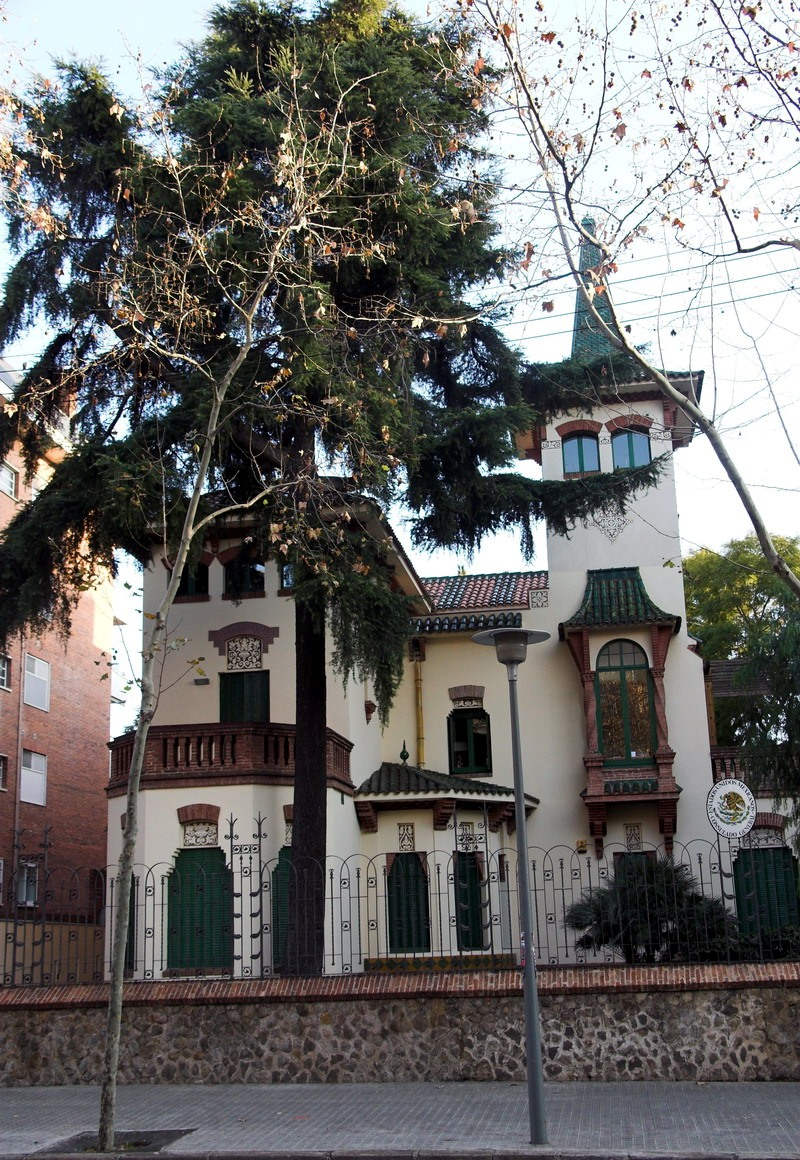
Consulado em Barcelona
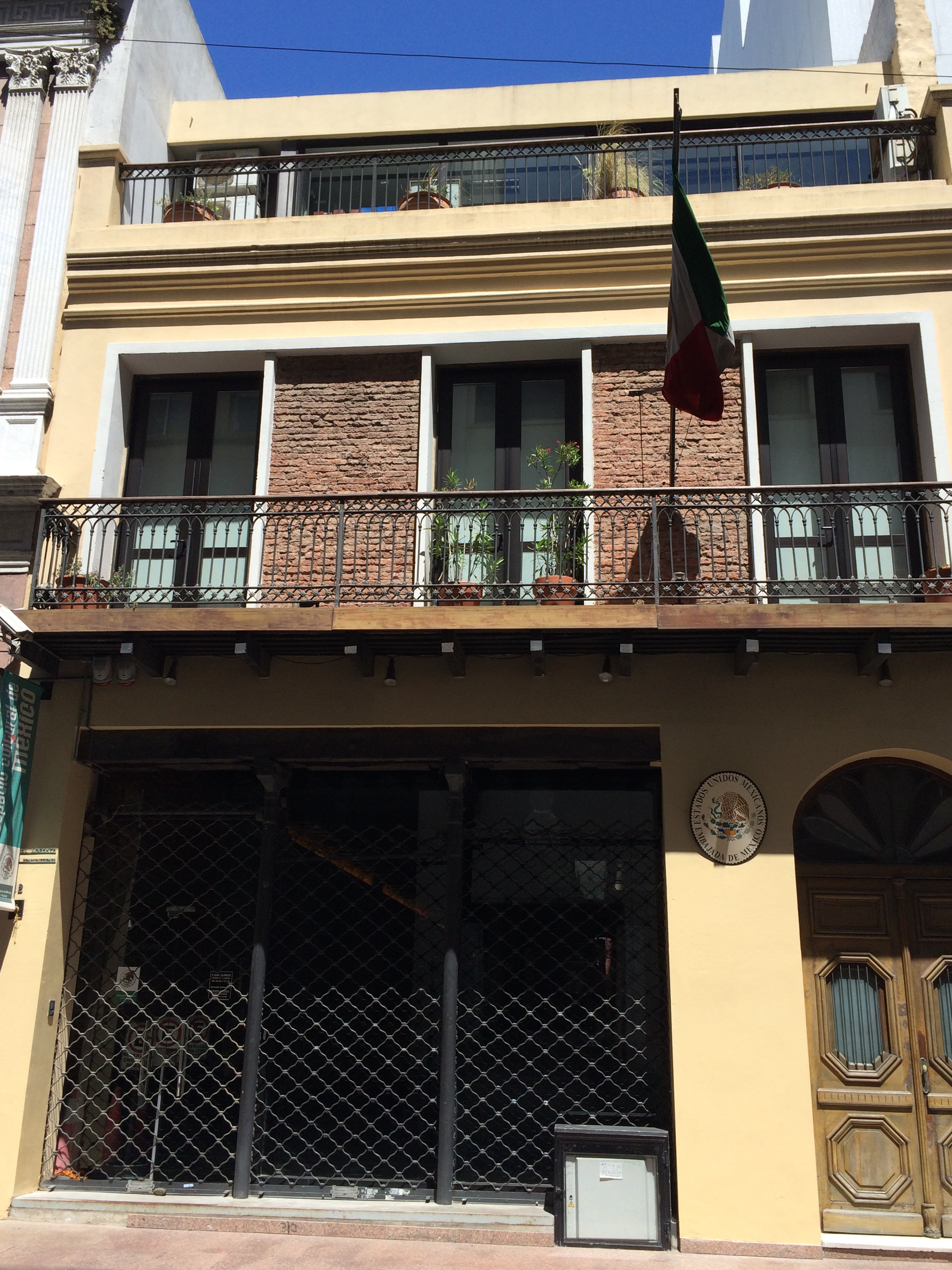
Embaixada em Montevidéu
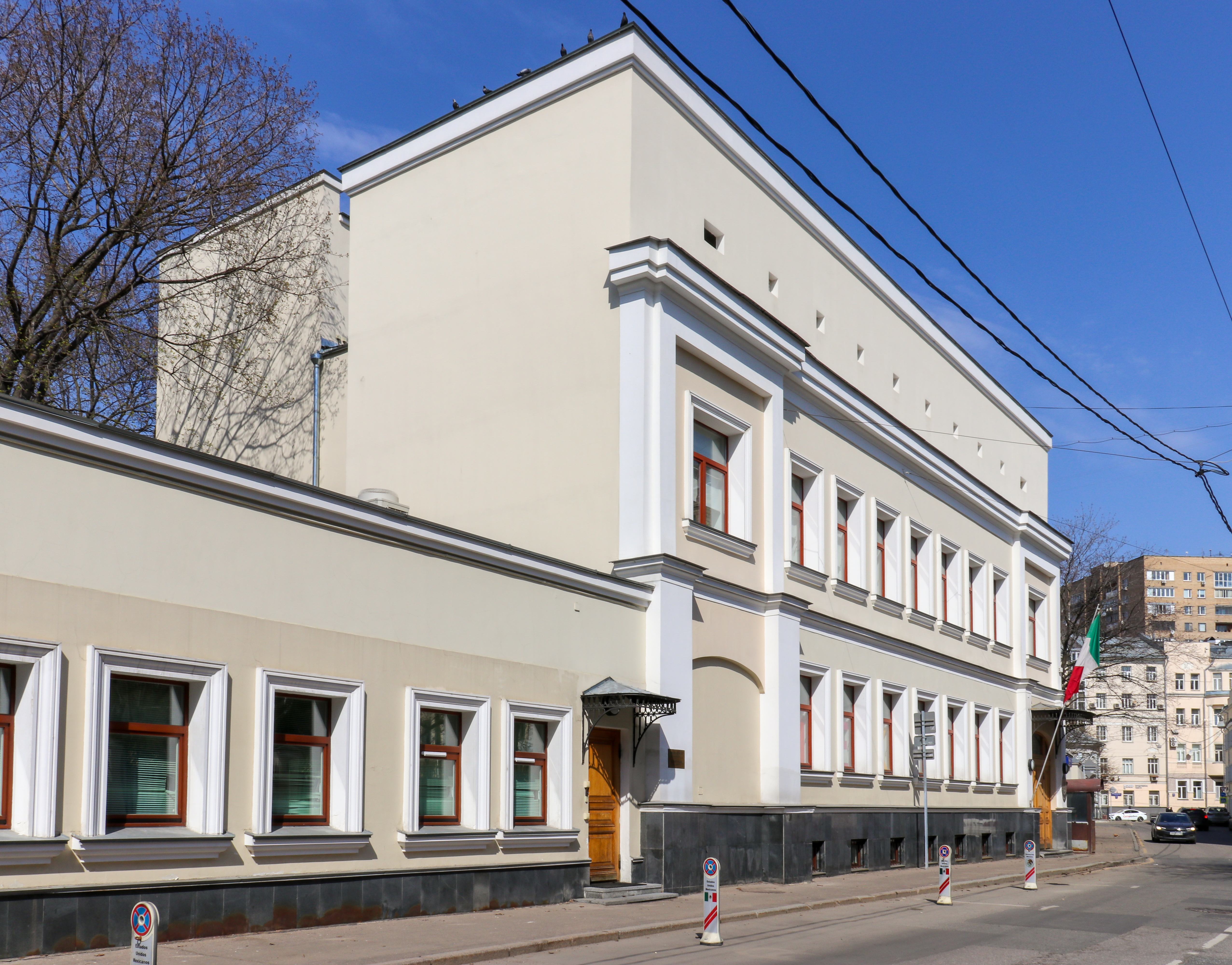
Embaixada em Moscovo
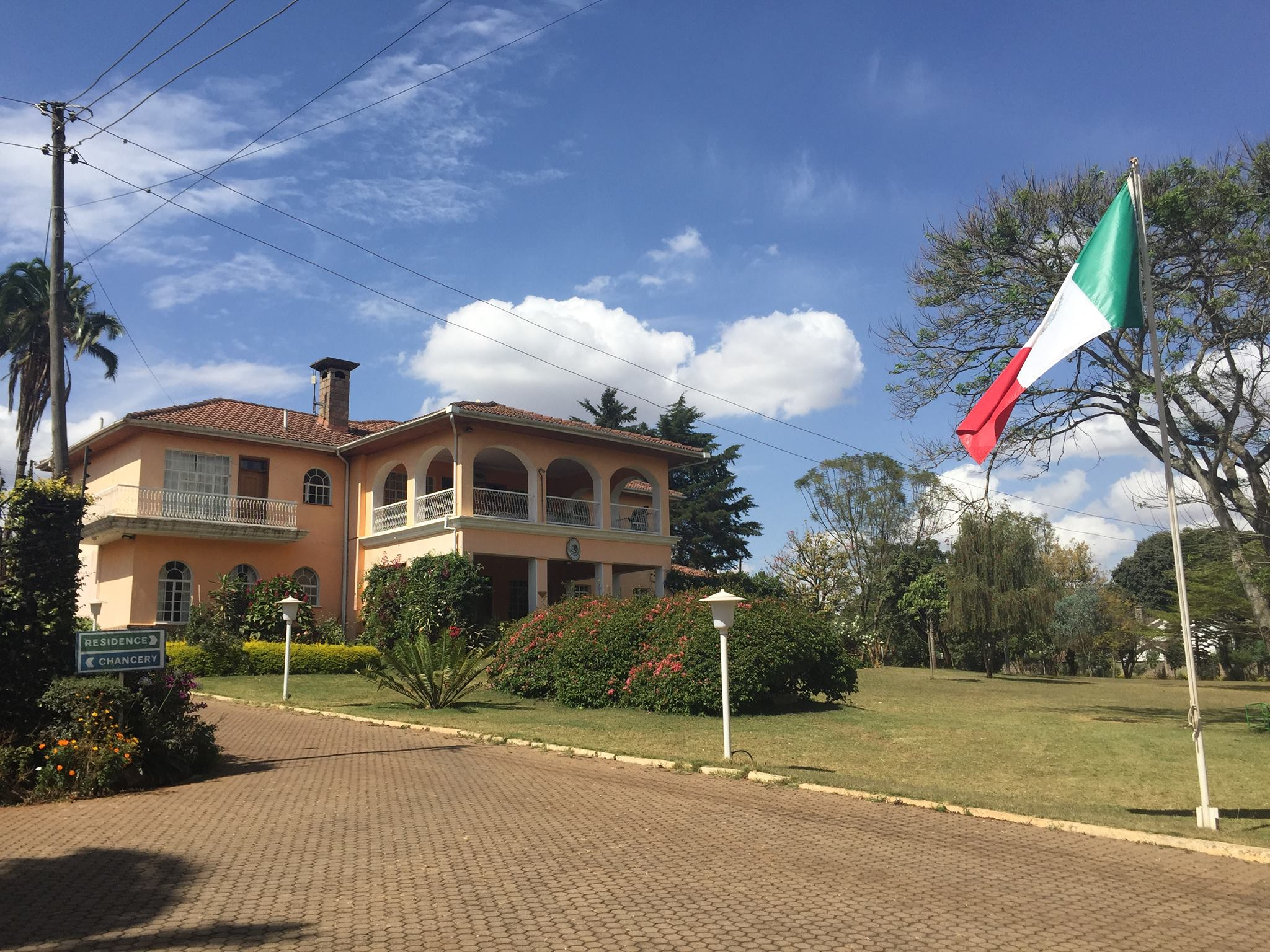
Embaixada em Nairóbi
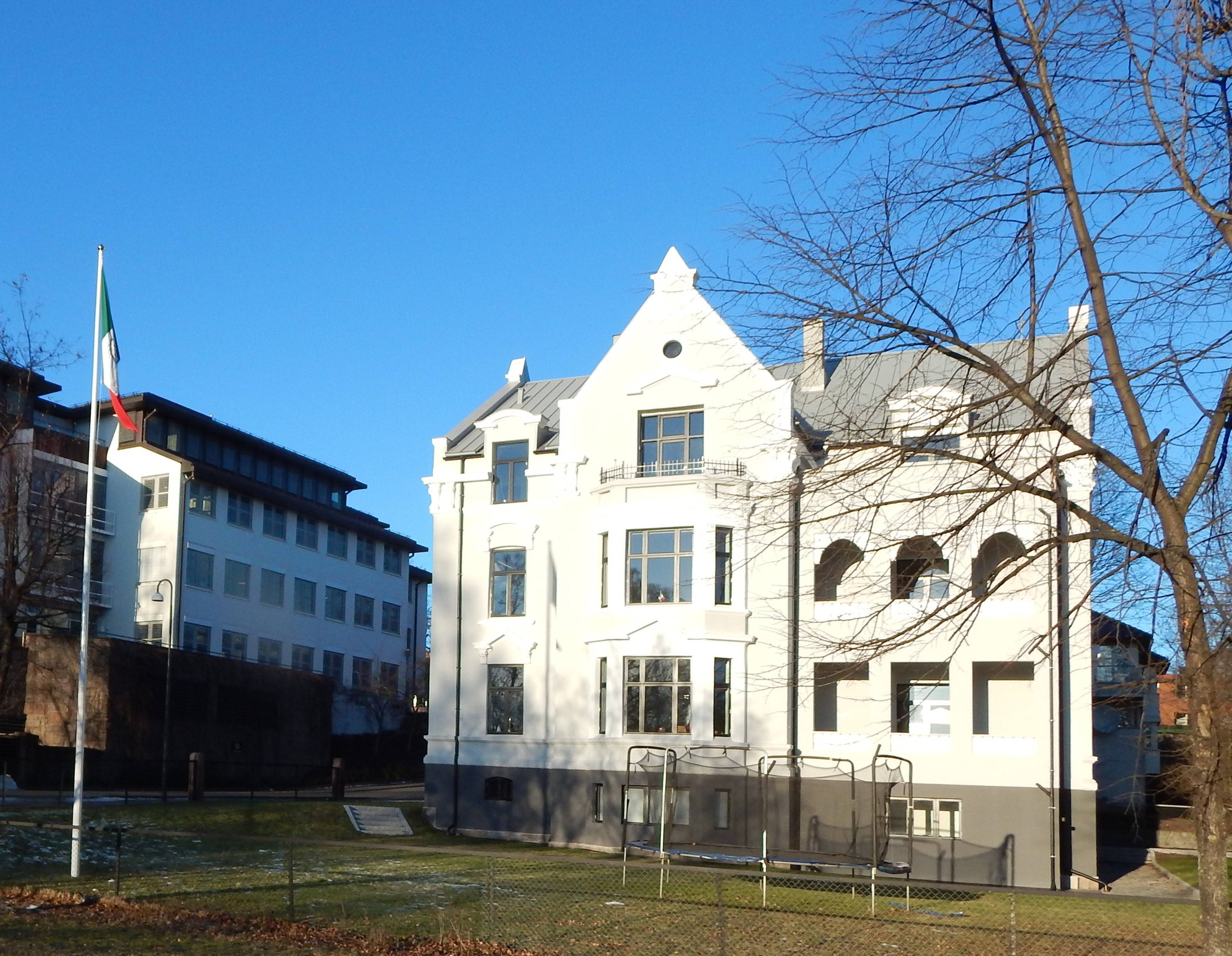
Embaixada em Oslo
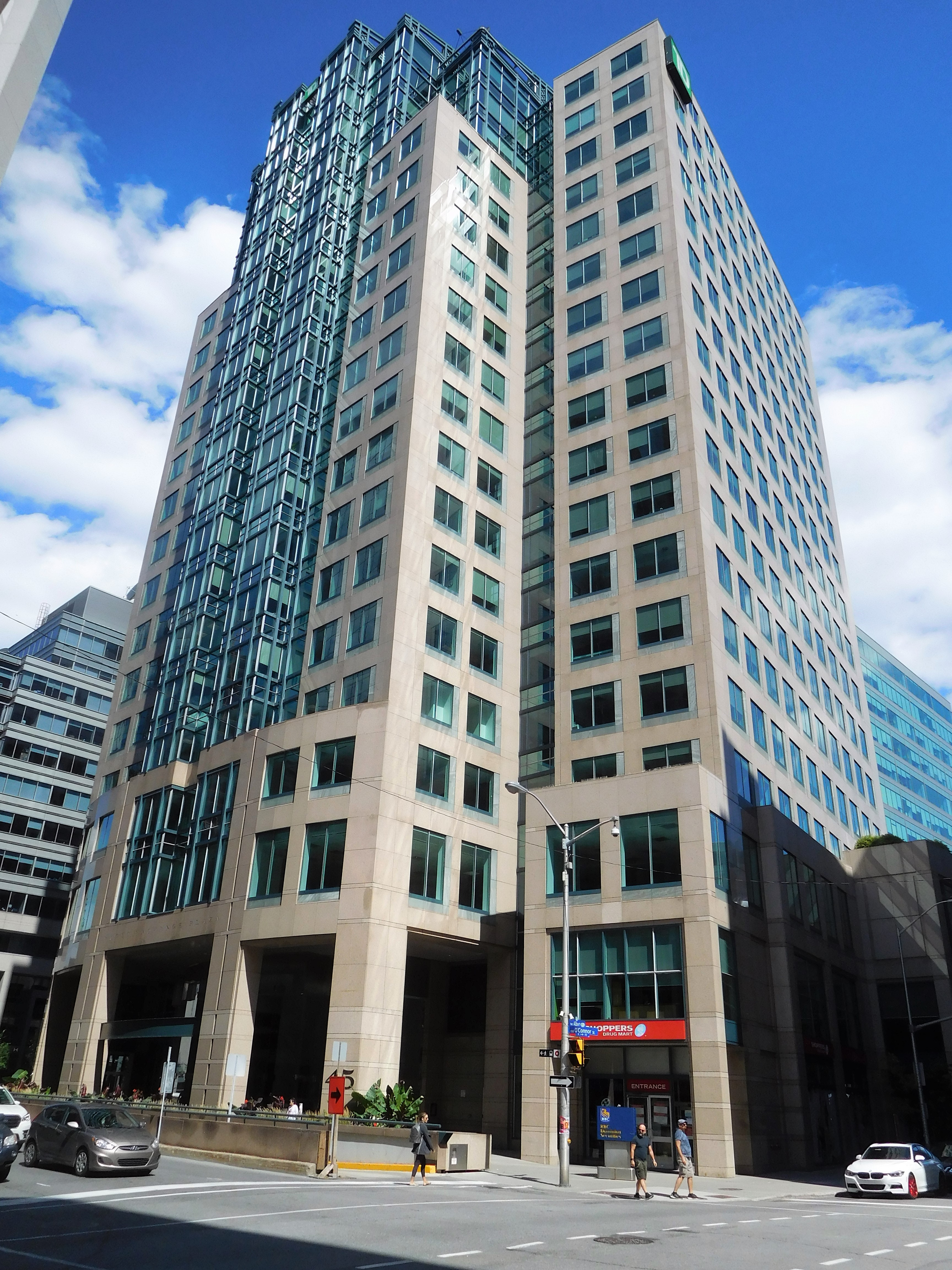
Prédio que abriga a Embaixada em Ottawa
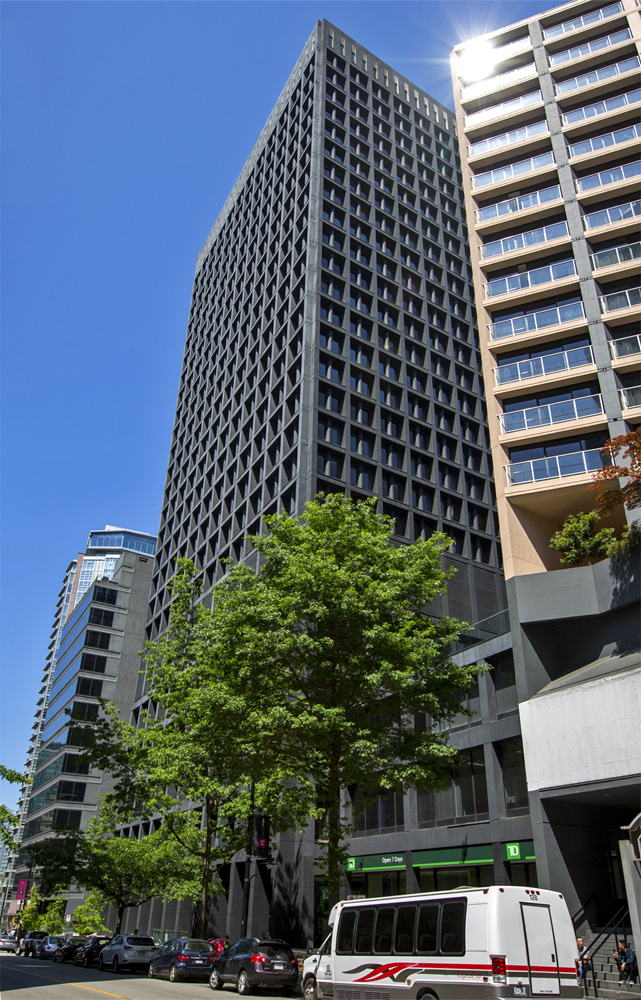
Edifício que abriga o Consulado-Geral em Vancouver
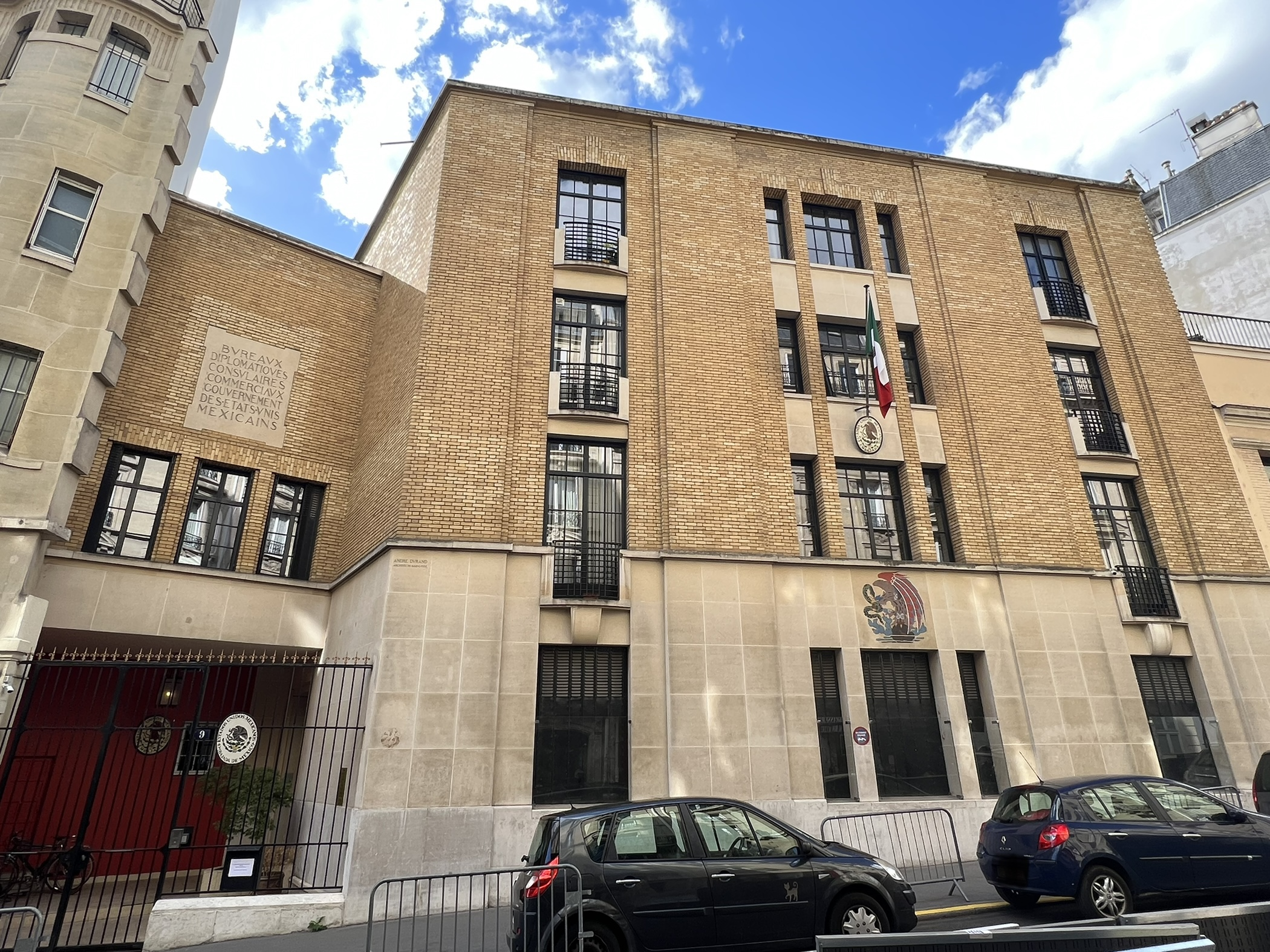
Embaixada em Paris
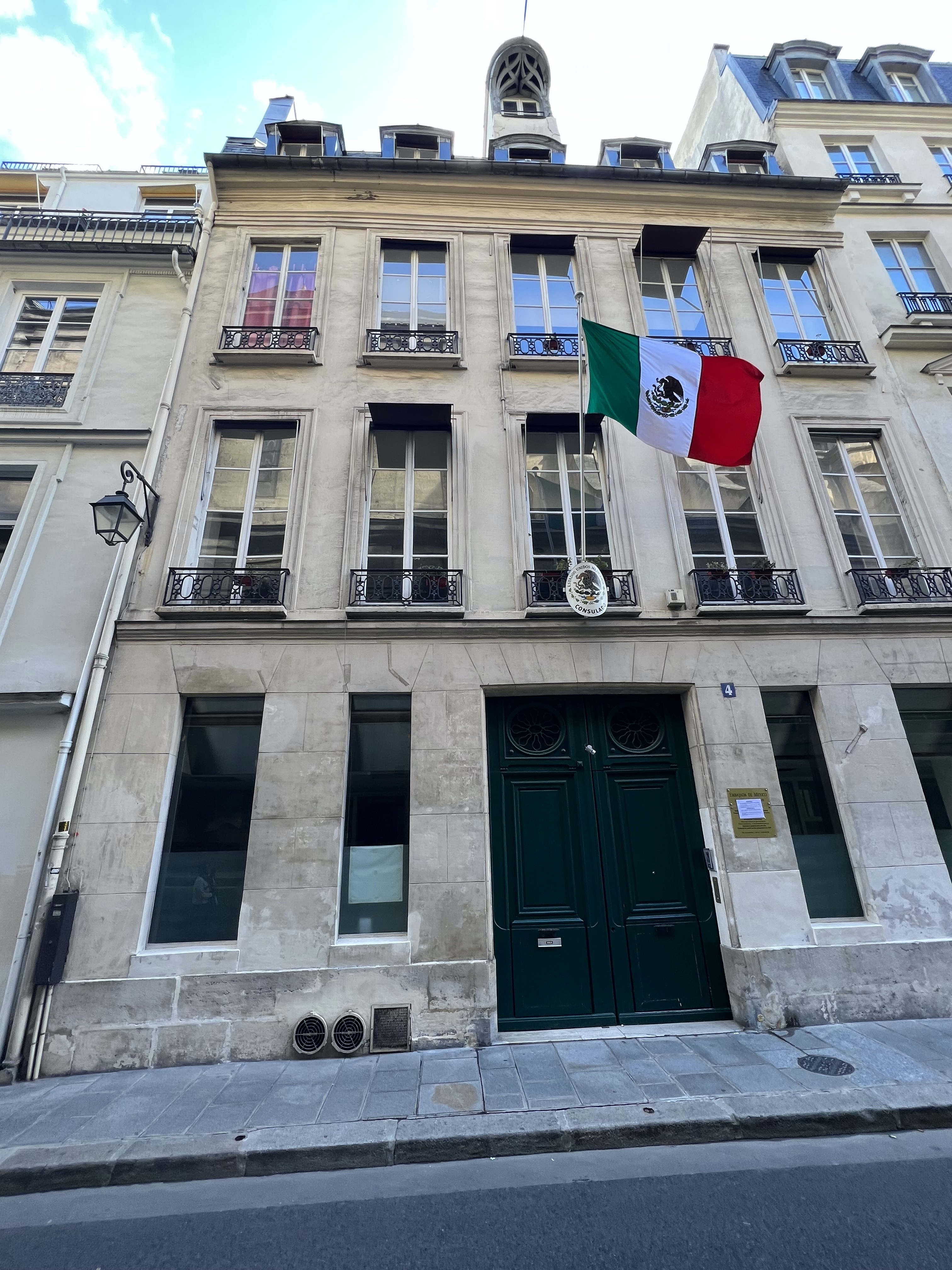
Consulado-Geral em Paris
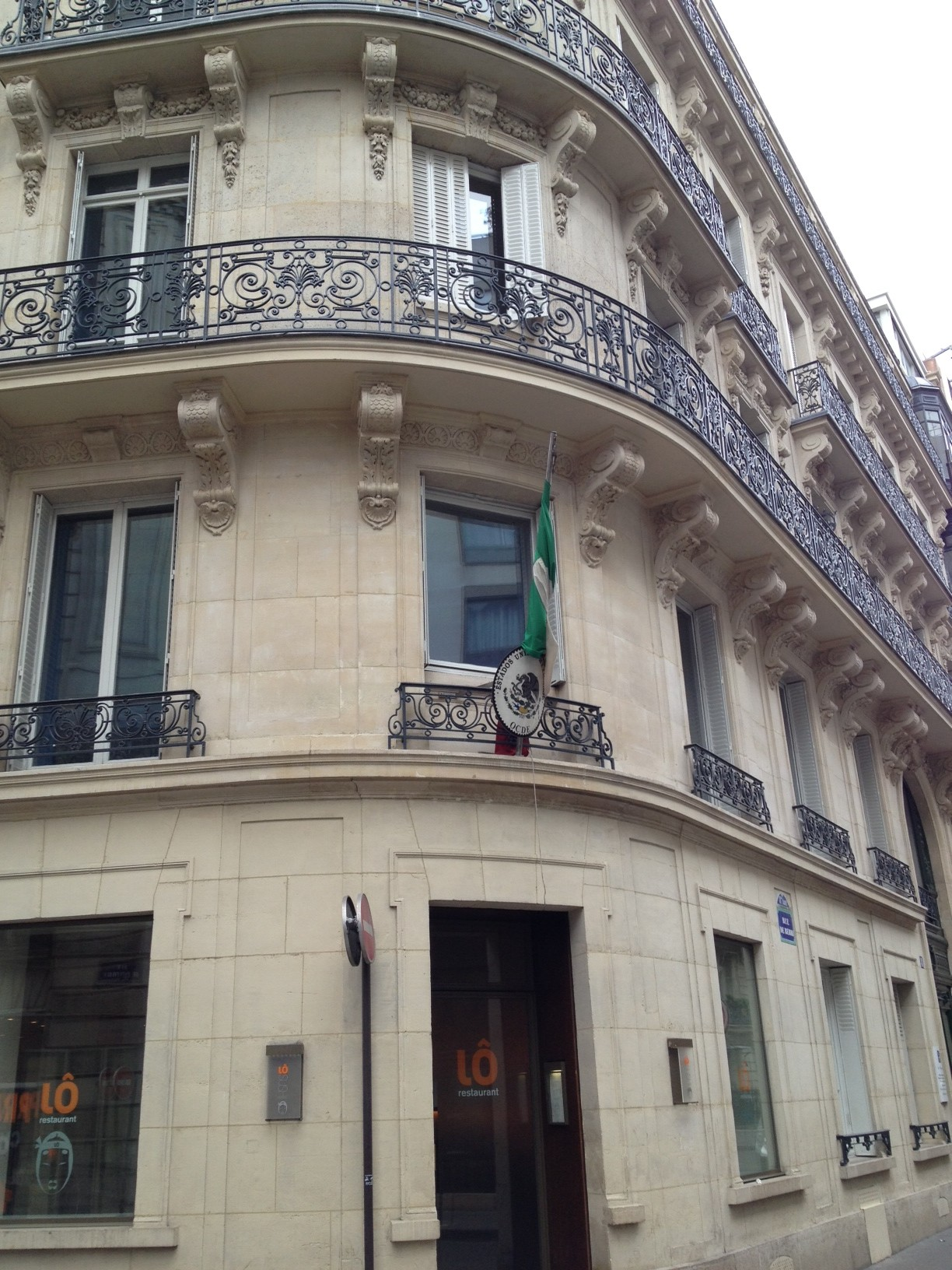
Missão Permanente à OCDE em Paris
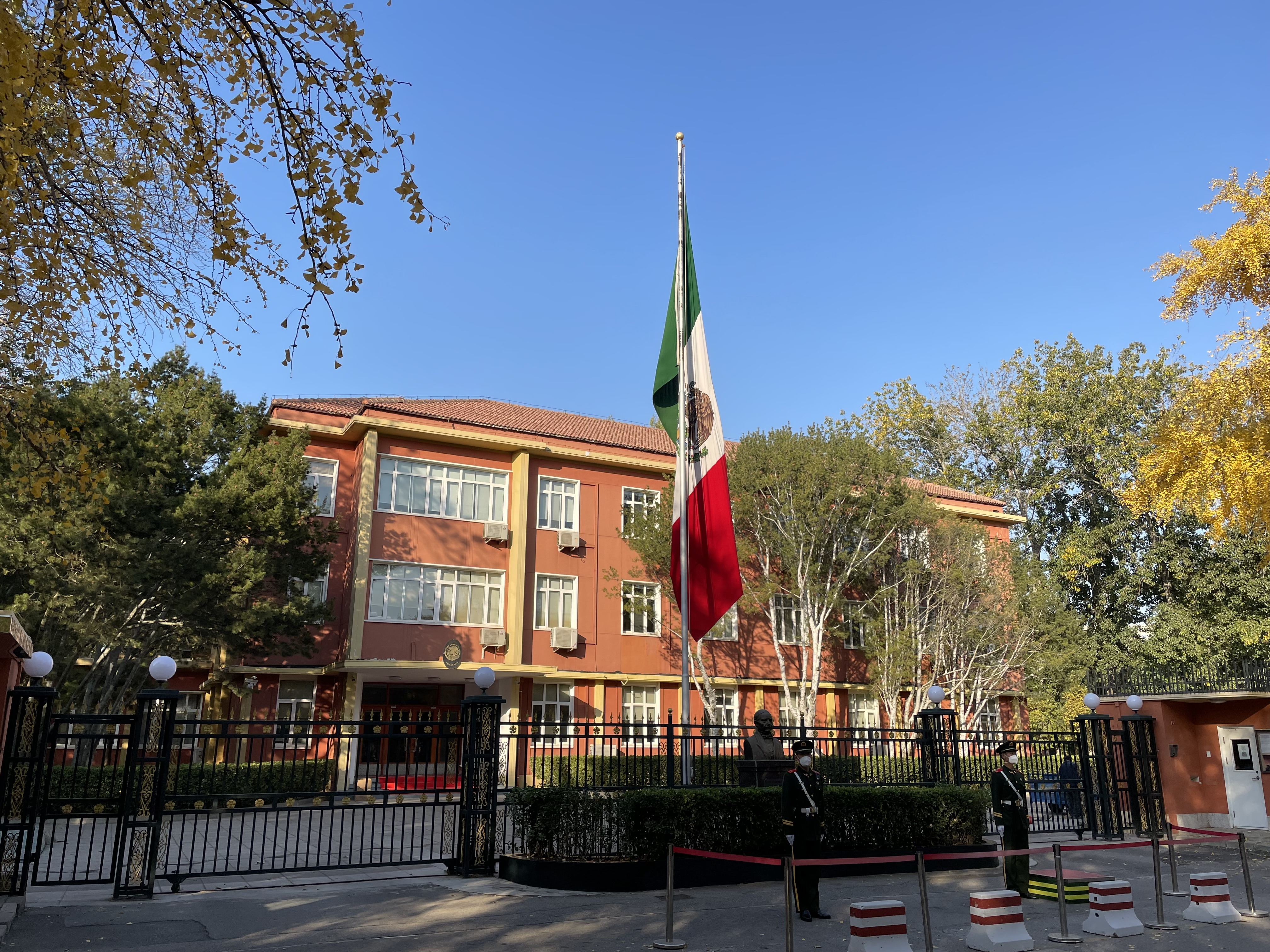
Embaixada em Pequim
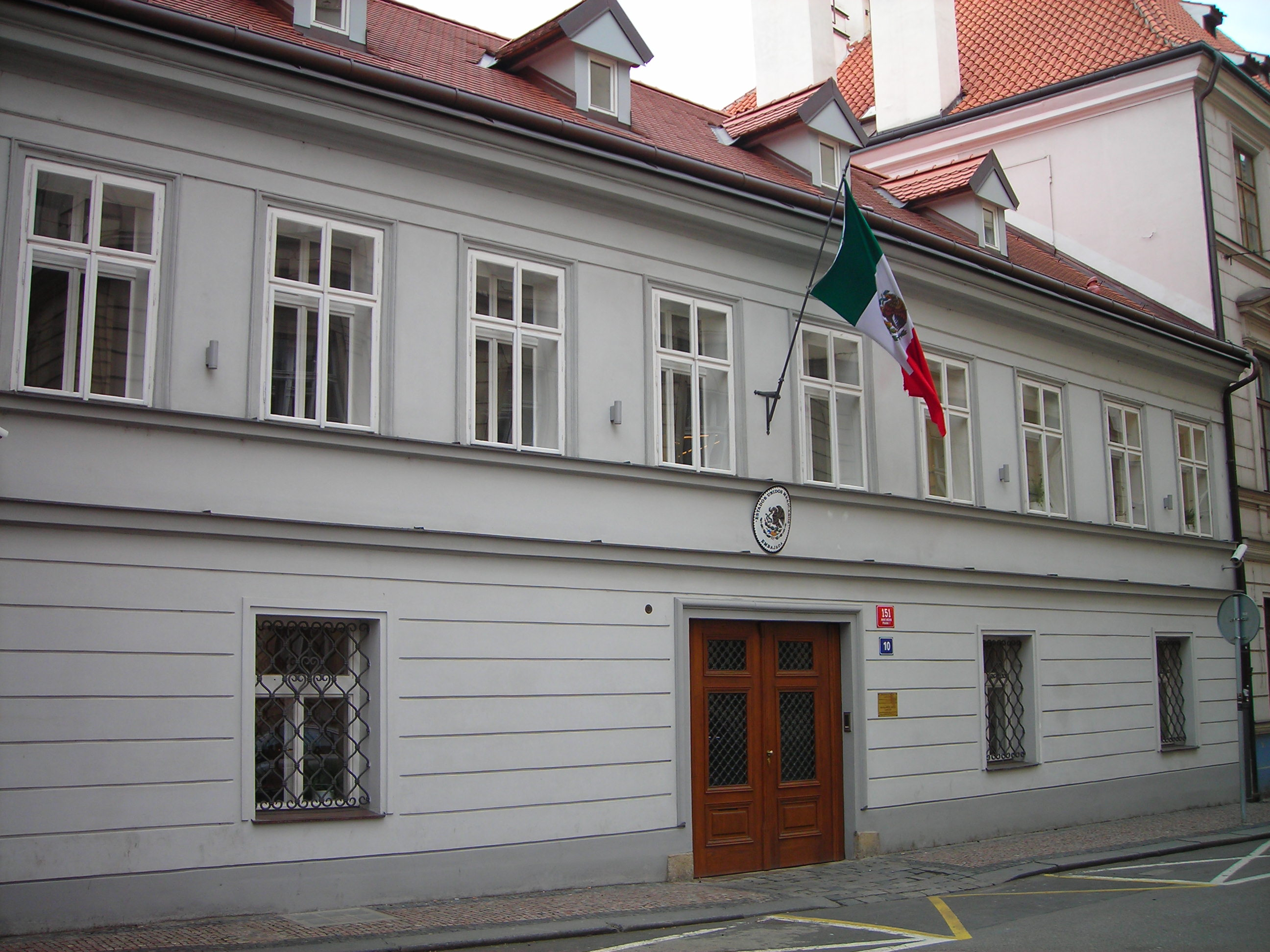
Embaixada em Praga
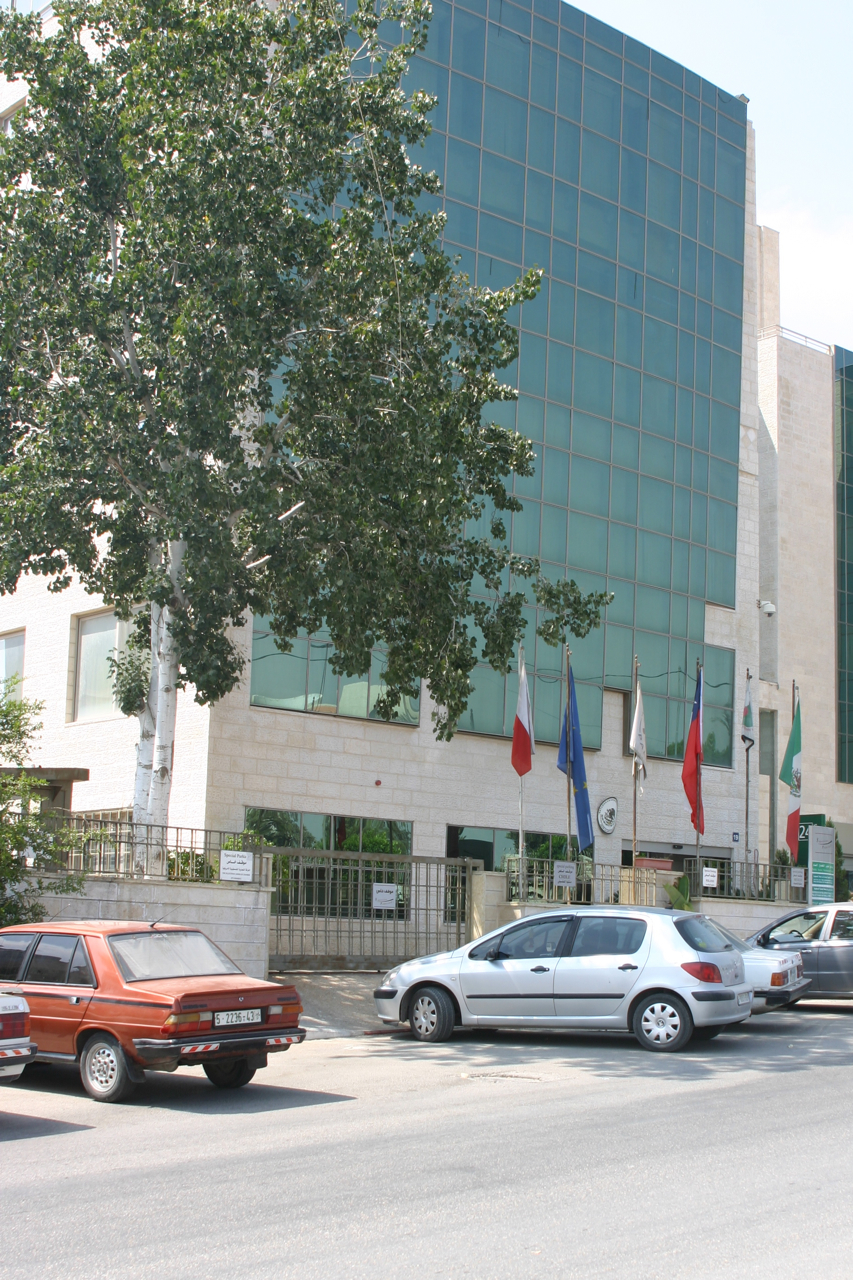
Escritório de representação em Ramallah
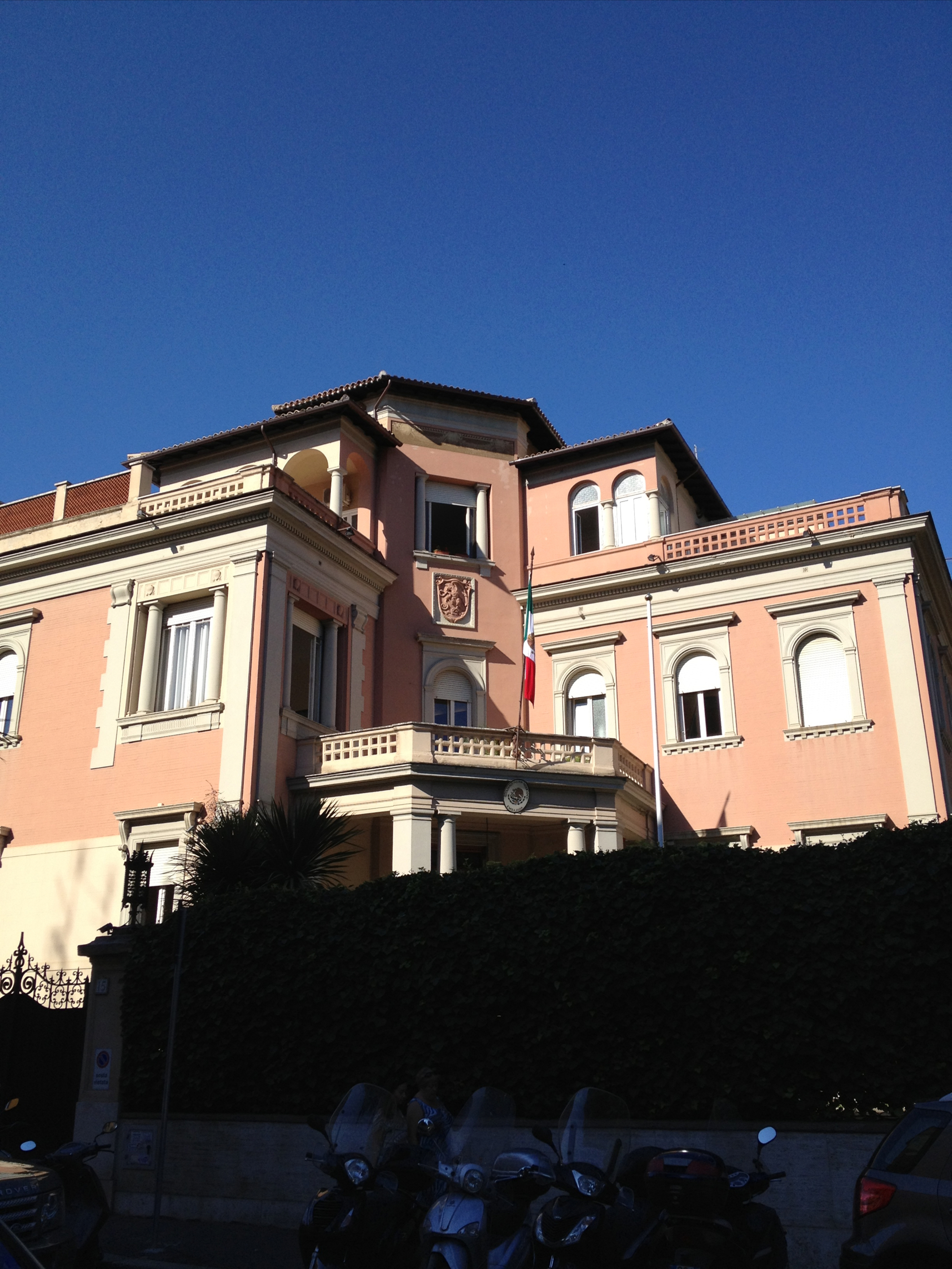
Embaixada em Roma
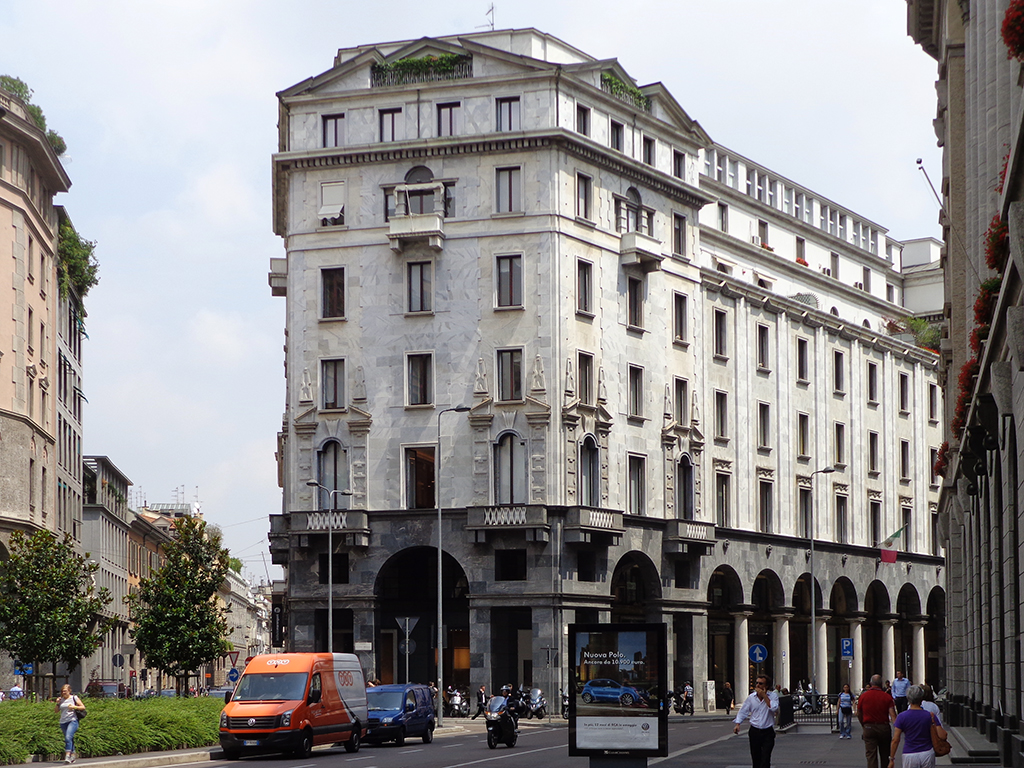
Consulado-Geral em Milão
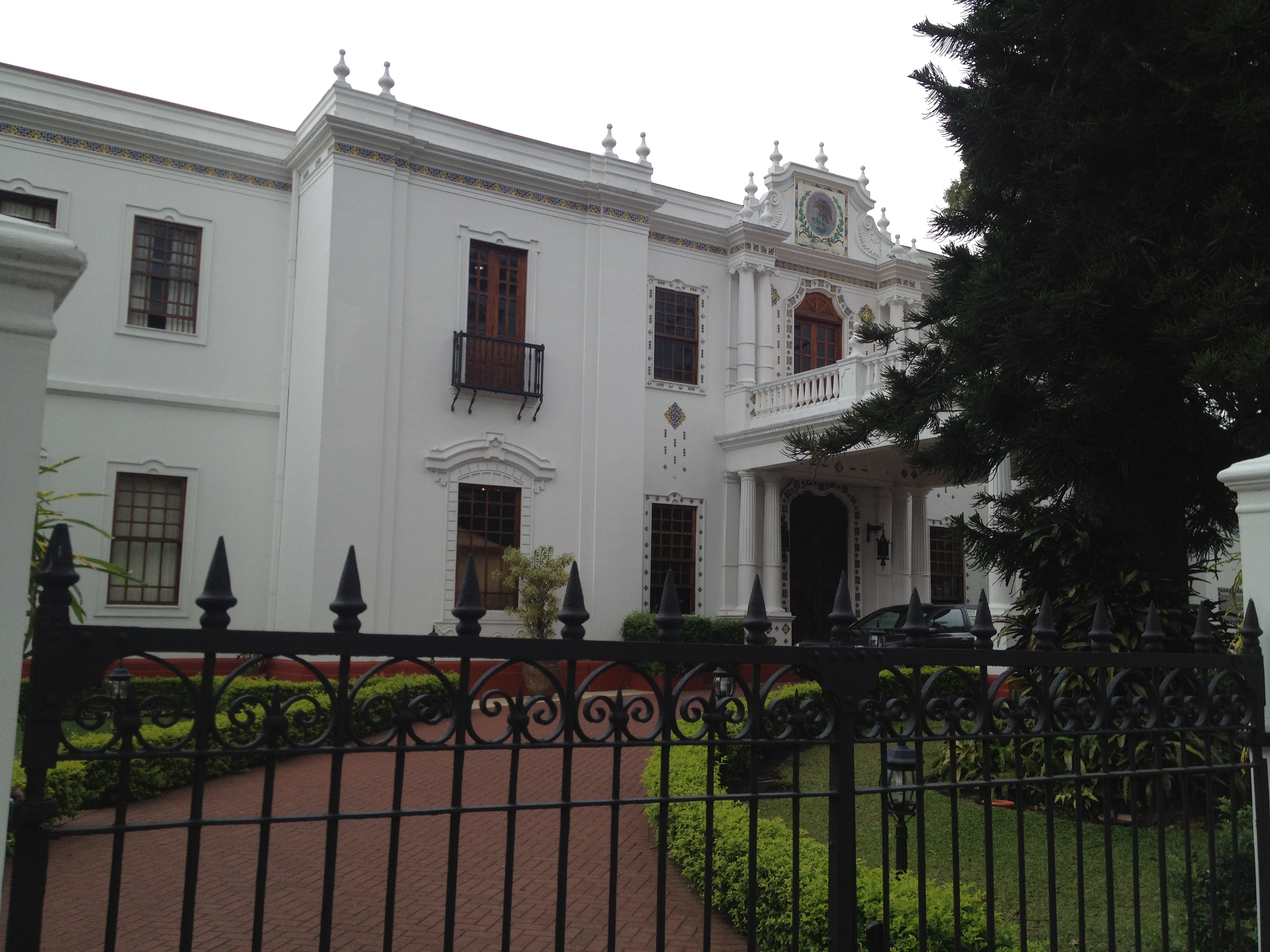
Embaixada em São José
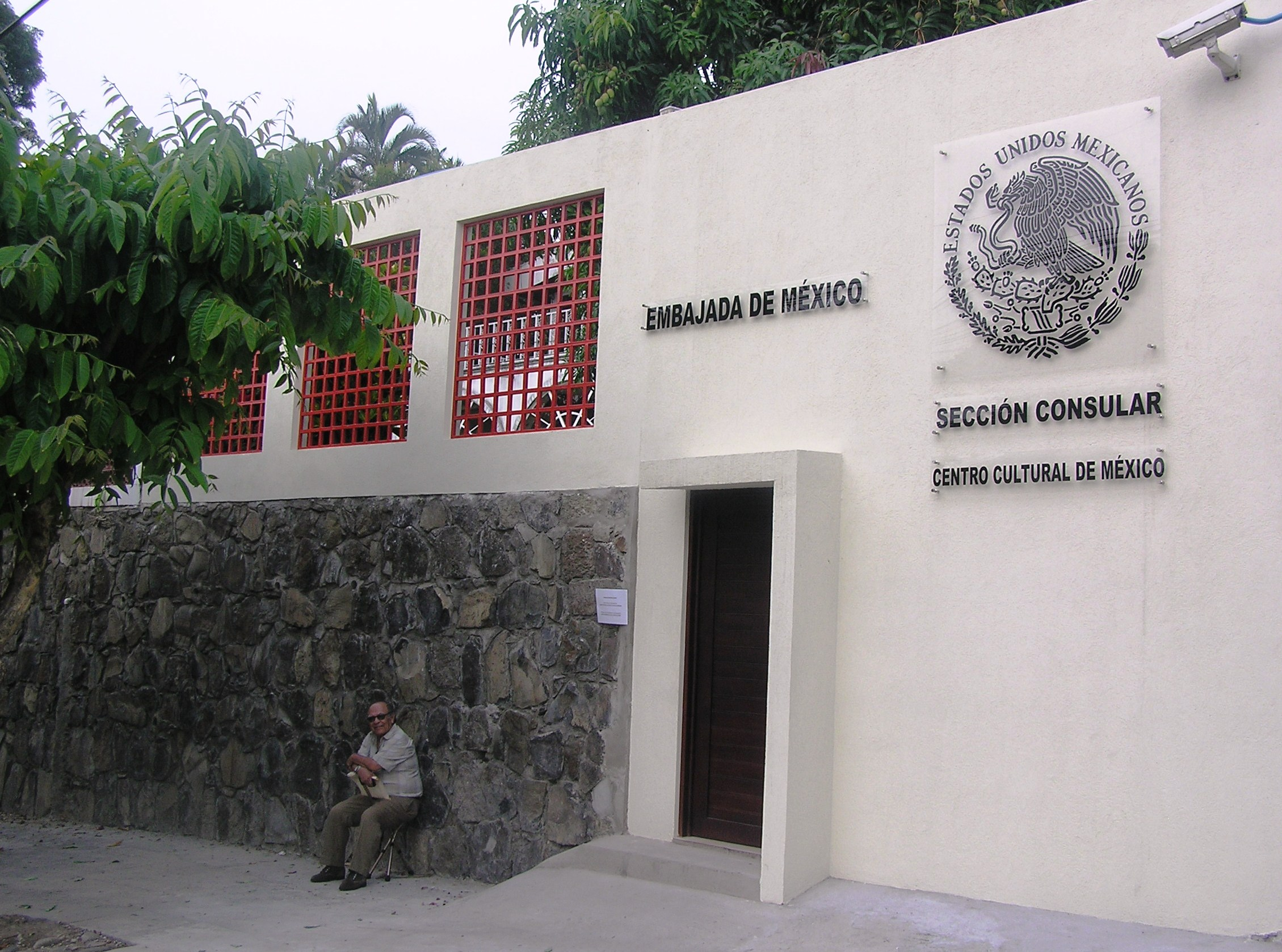
Embaixada em San Salvador
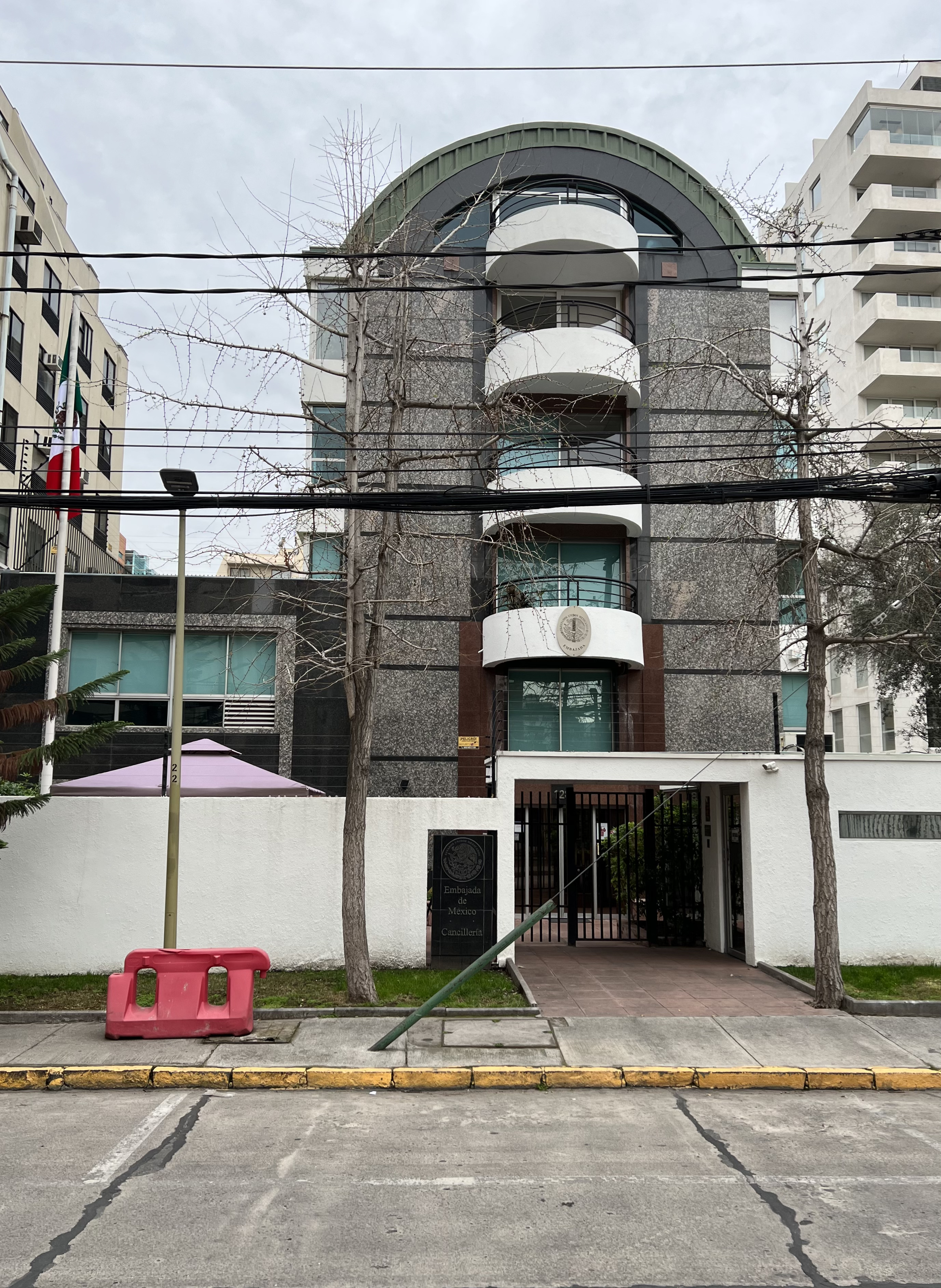
Embaixada em Santiago do Chile
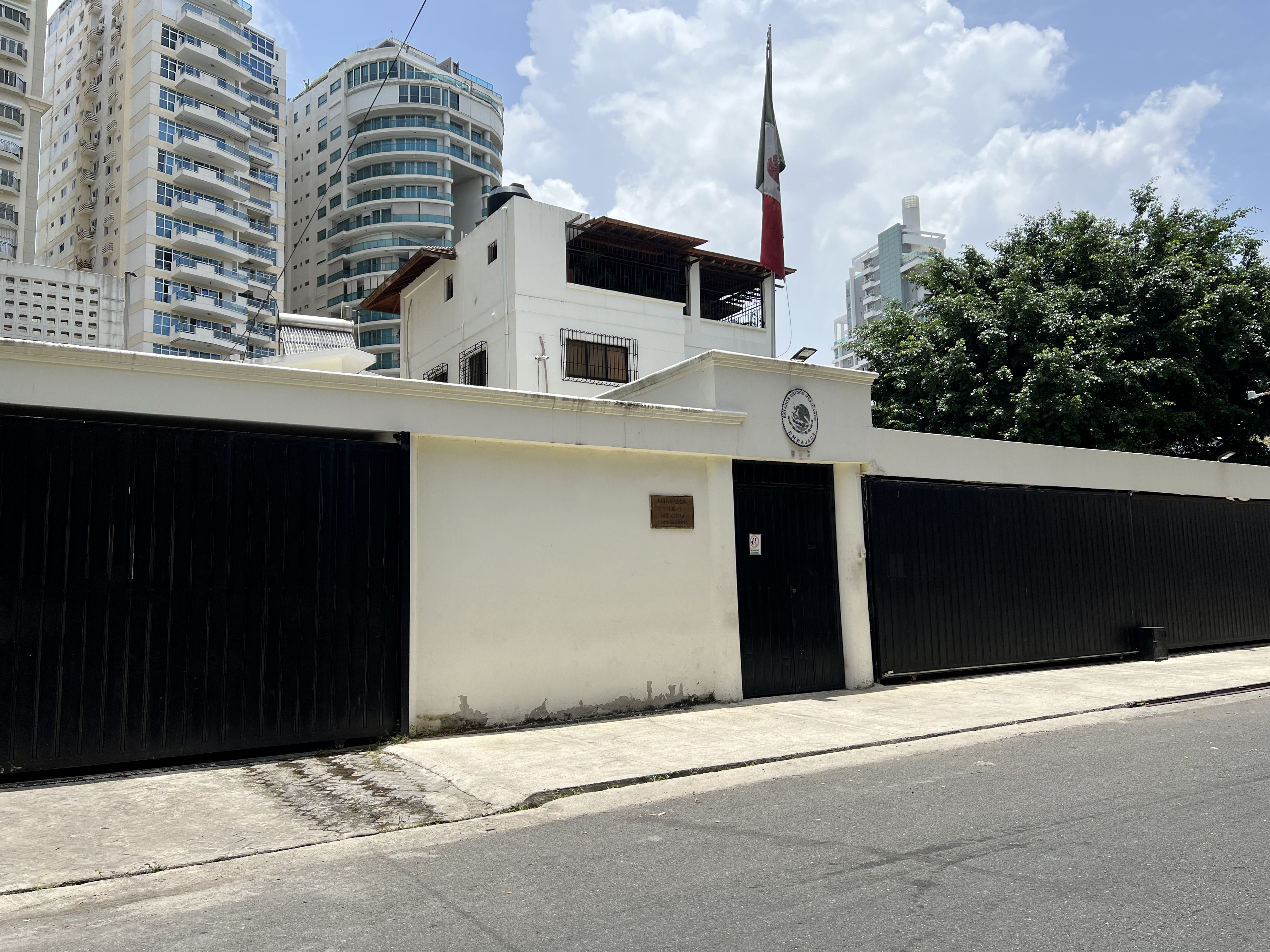
Embaixada em Santo Domingo
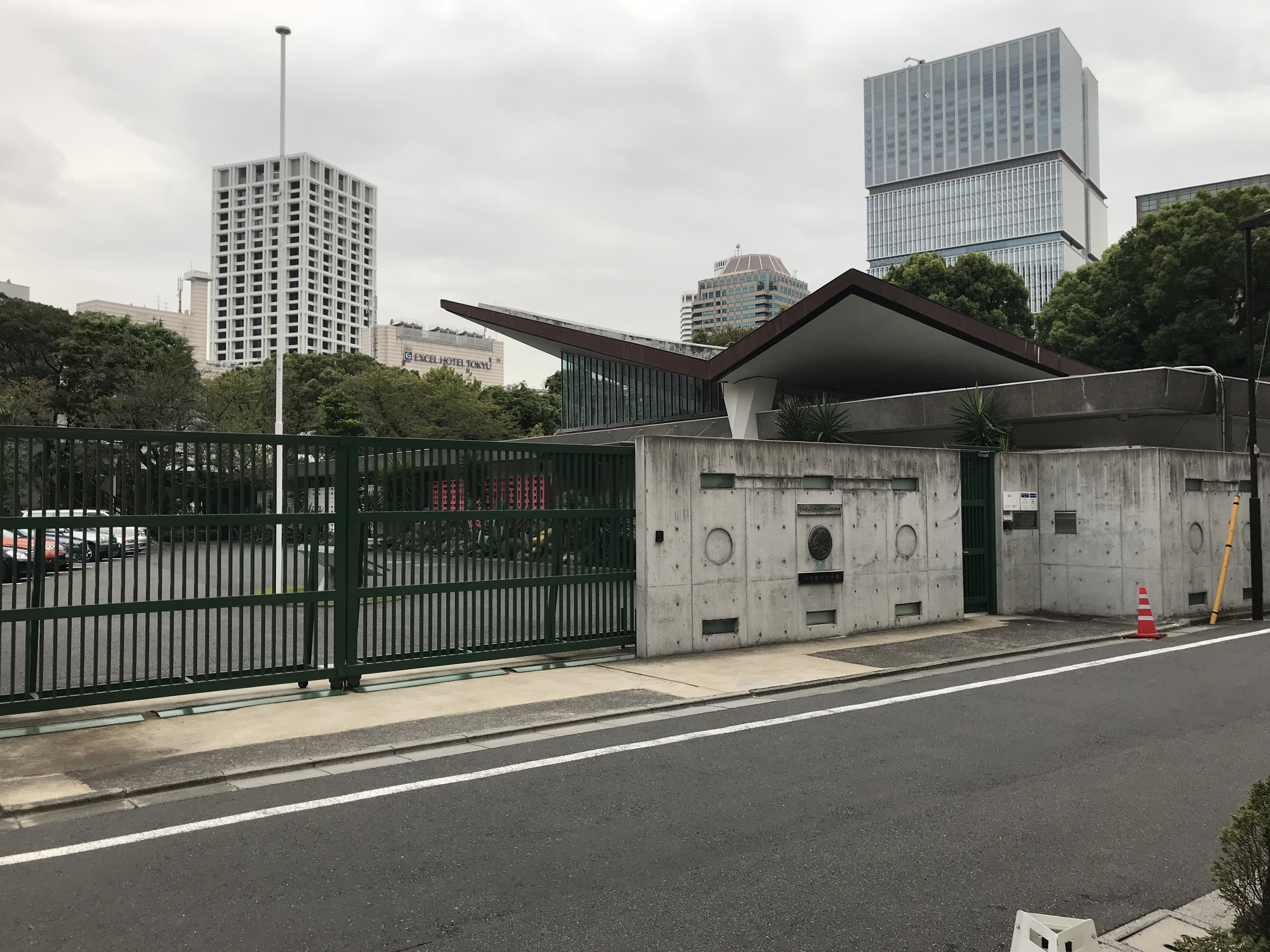
Embaixada em Tóquio
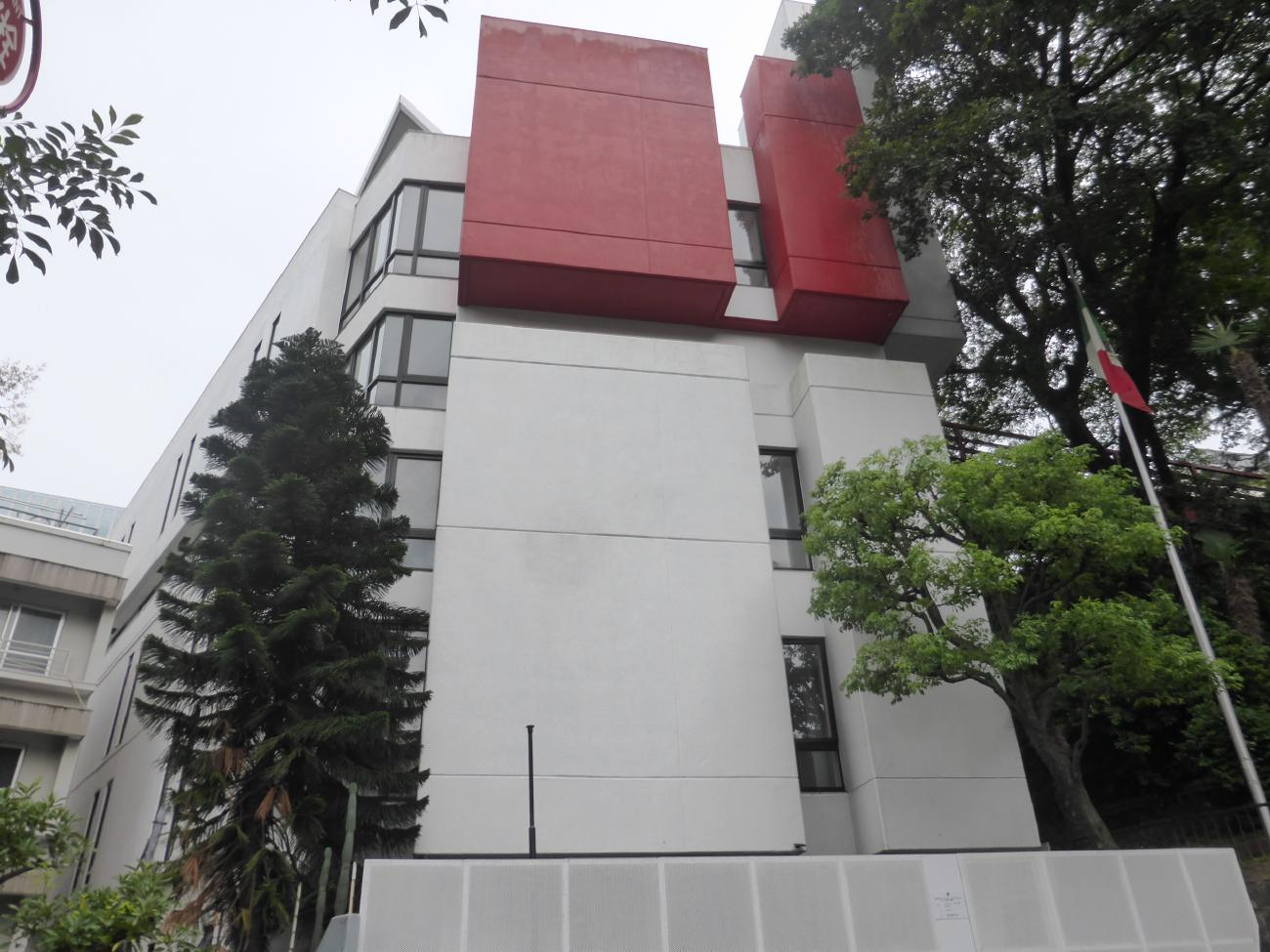
Consulado-Geral em Tóquio
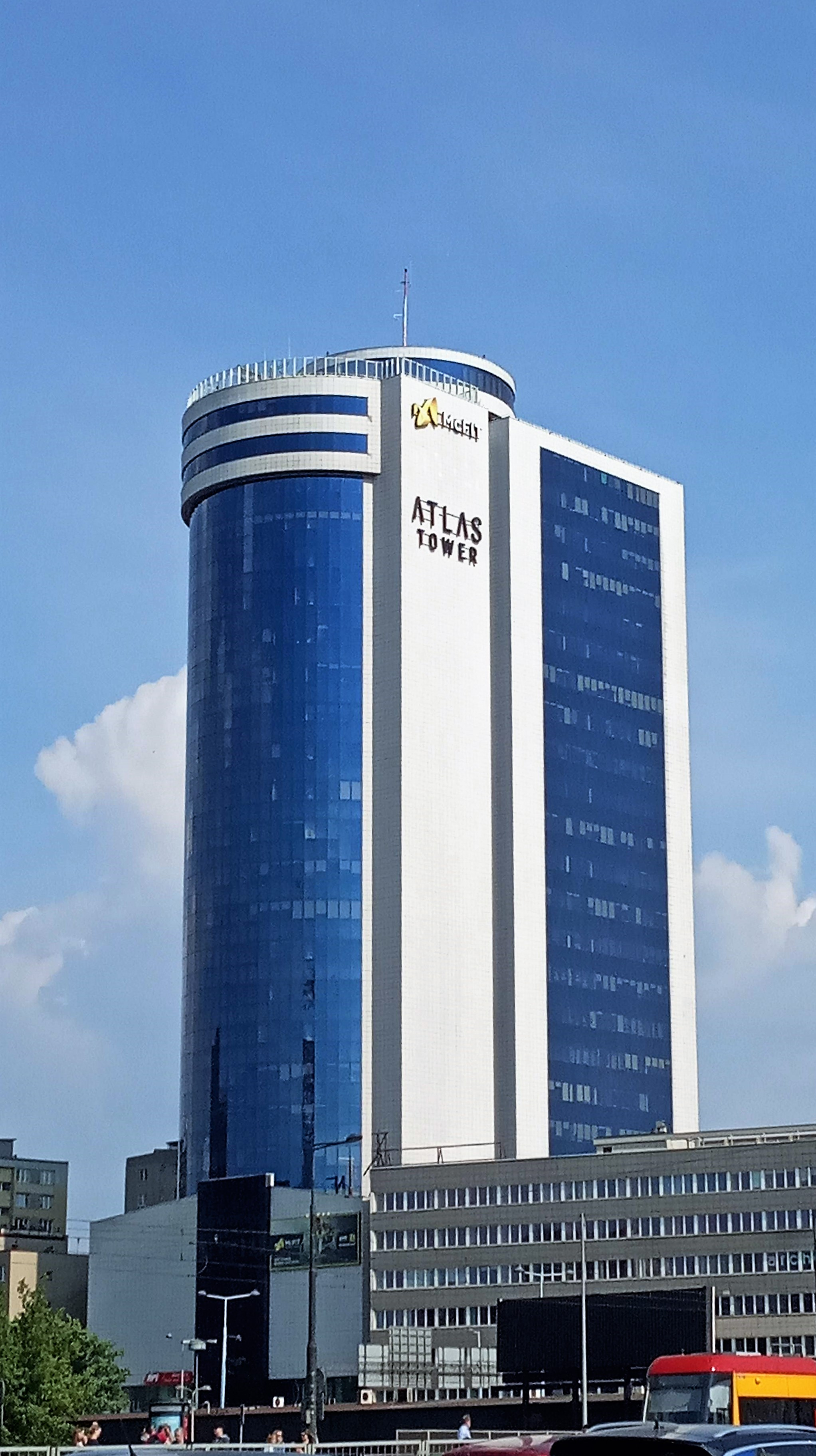
Prédio que abriga a Embaixada em Varsóvia
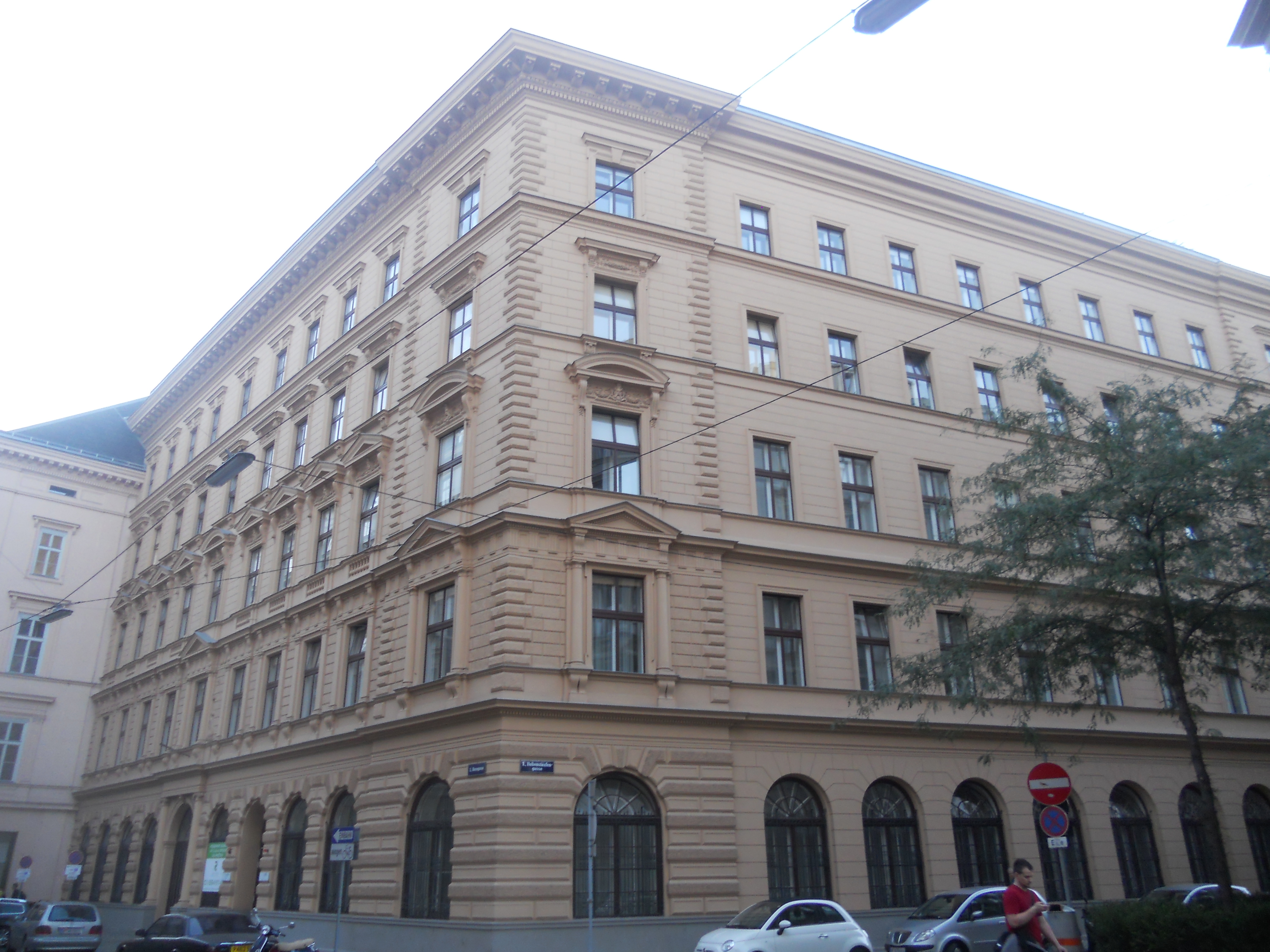
Embaixada em Viena
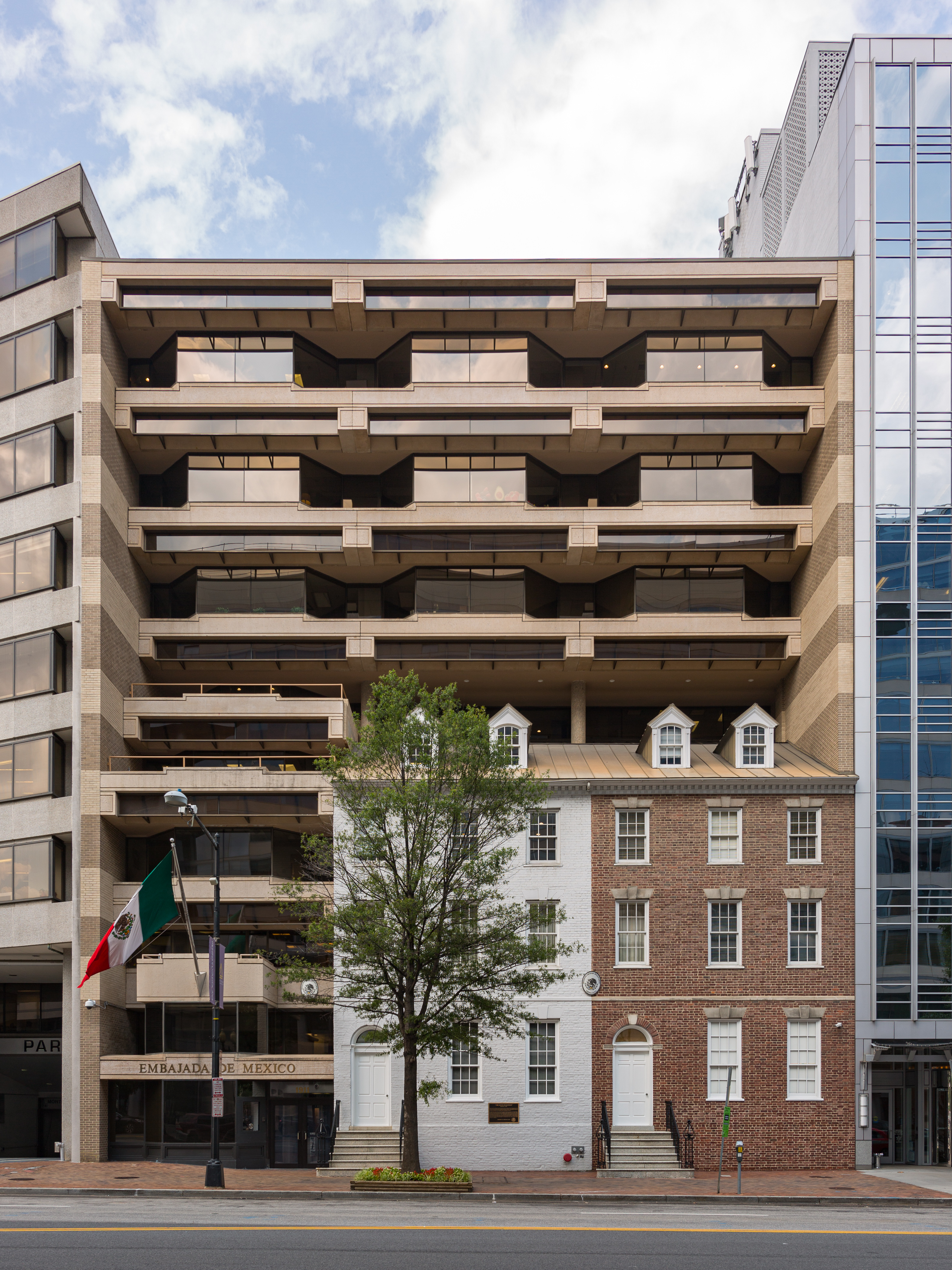
Embaixada em Washington, D.C.
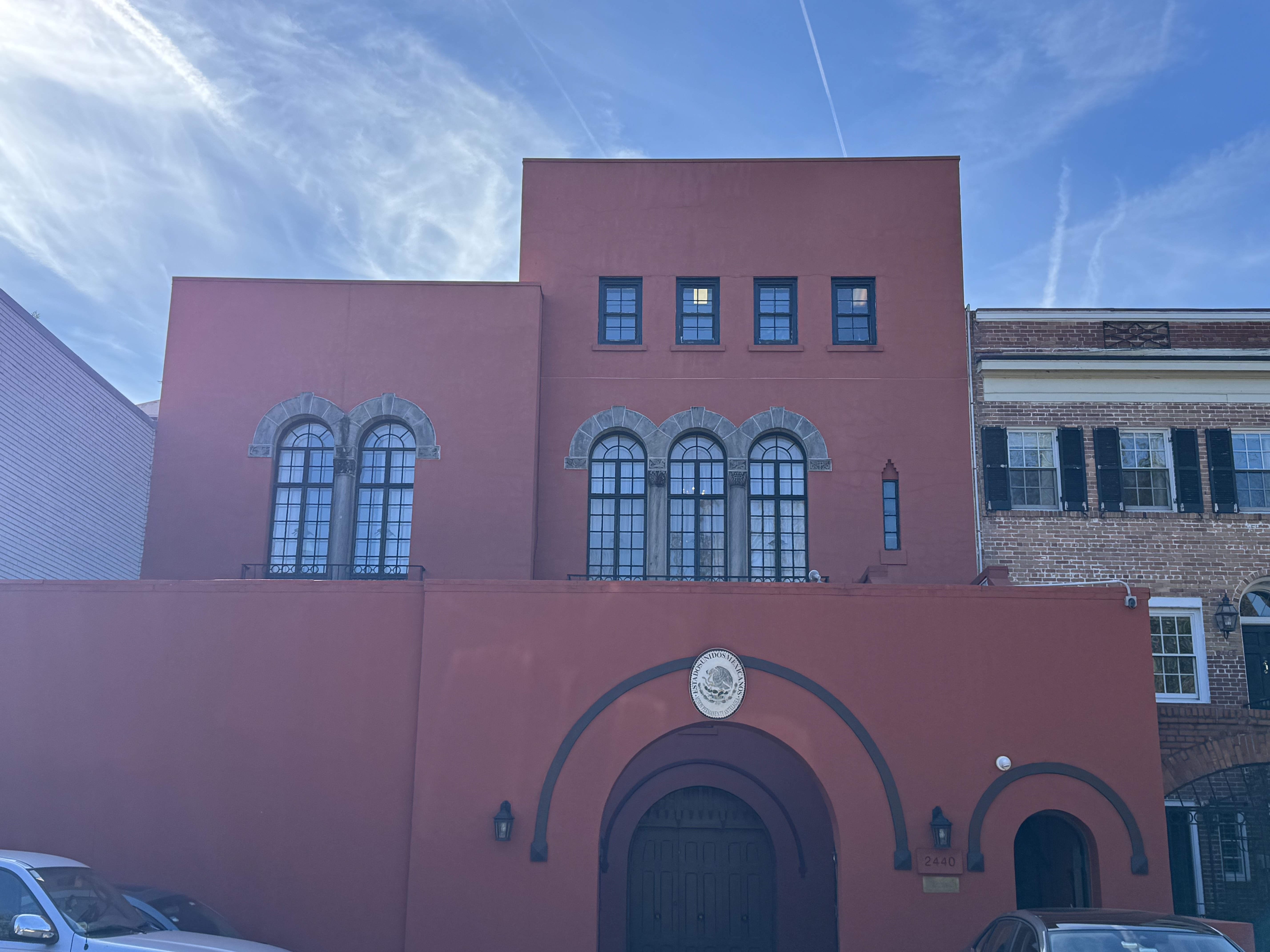
Missão Permanente à OEA en Washington, D.C.
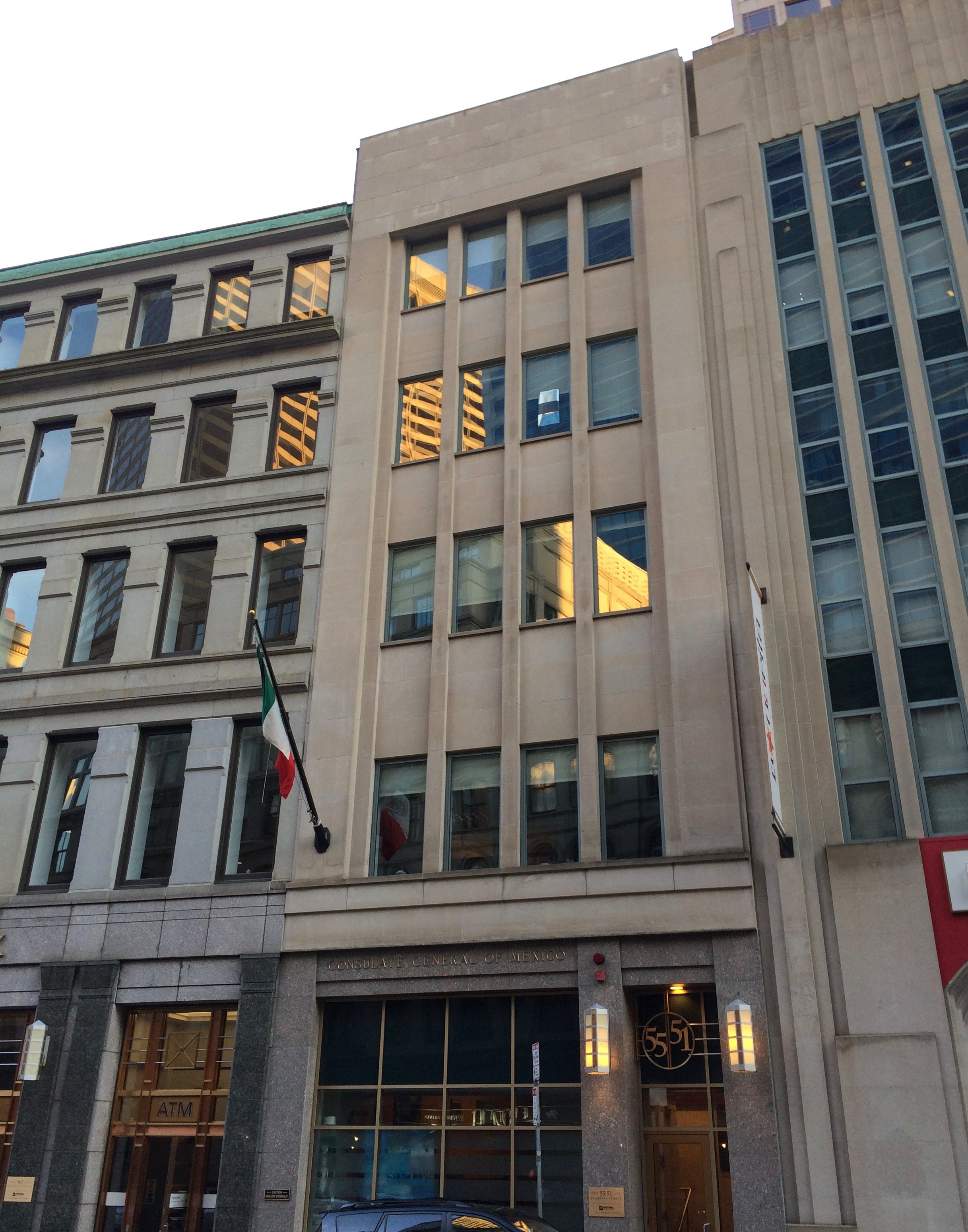
Consulado-Geral em Boston
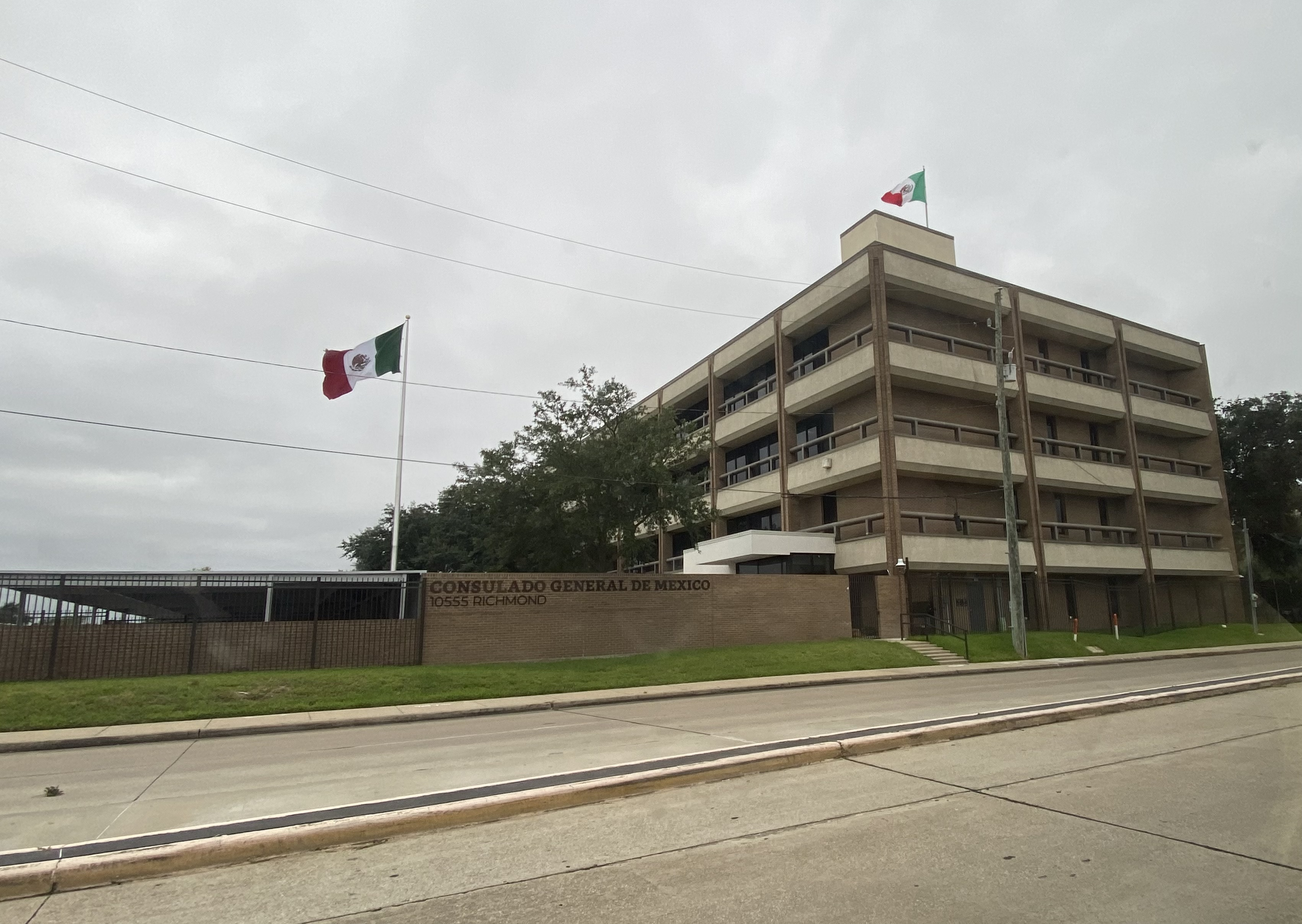
Consulado-Geral em Houston
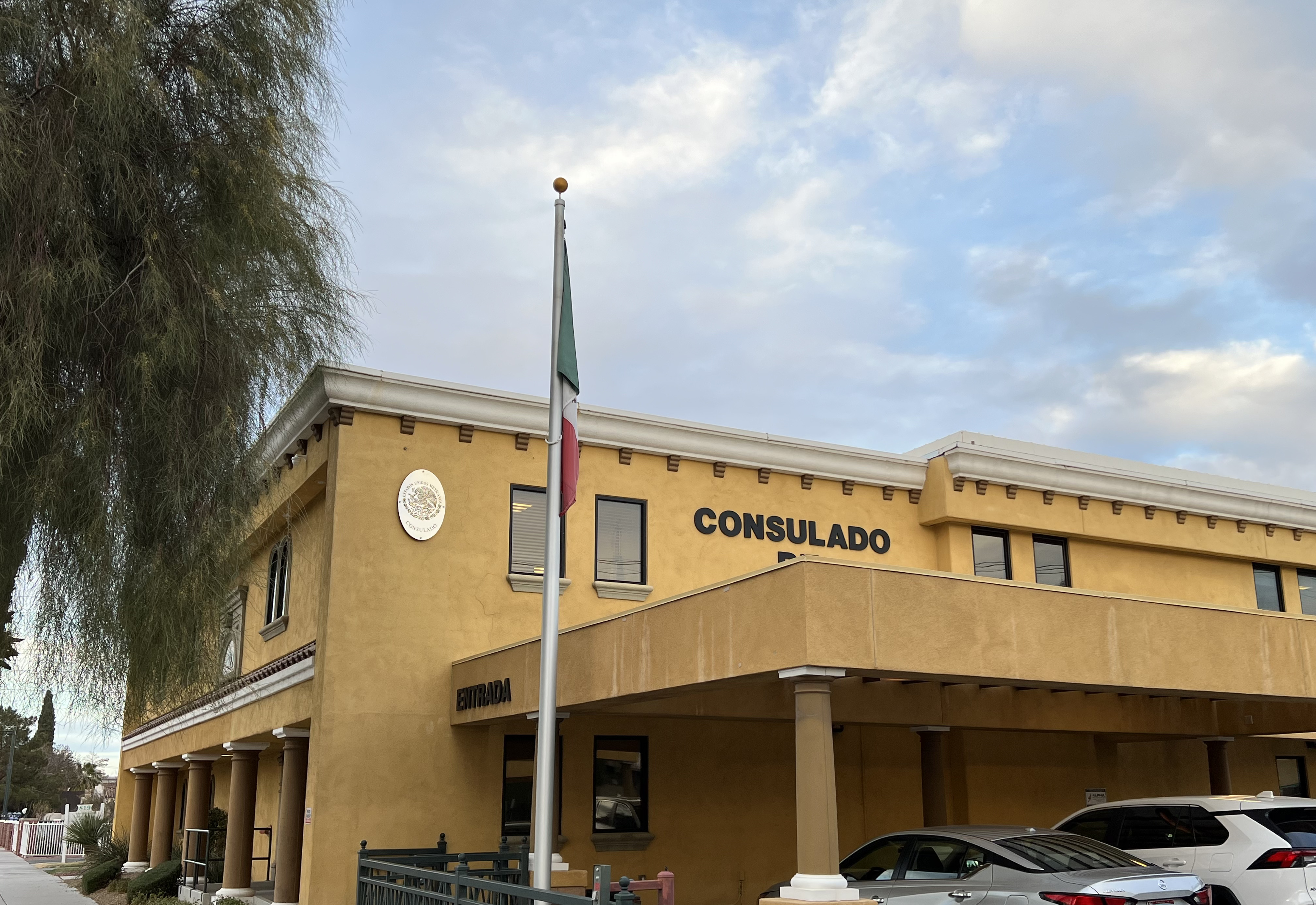
Consulado em Las Vegas
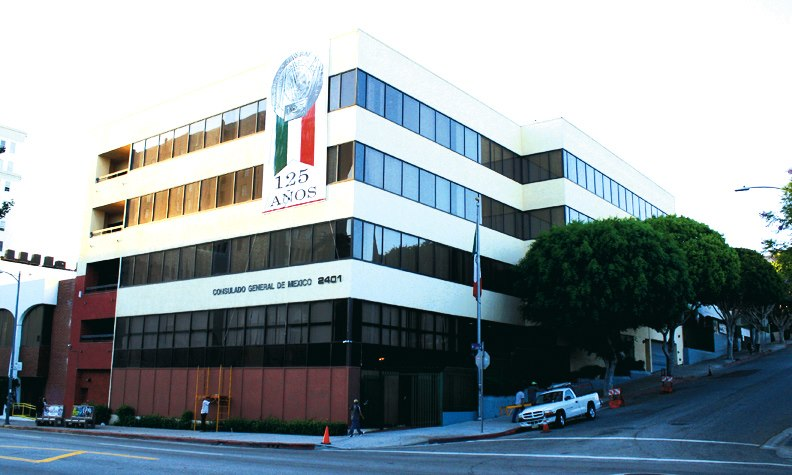
Consulado-Geral em Los Angeles
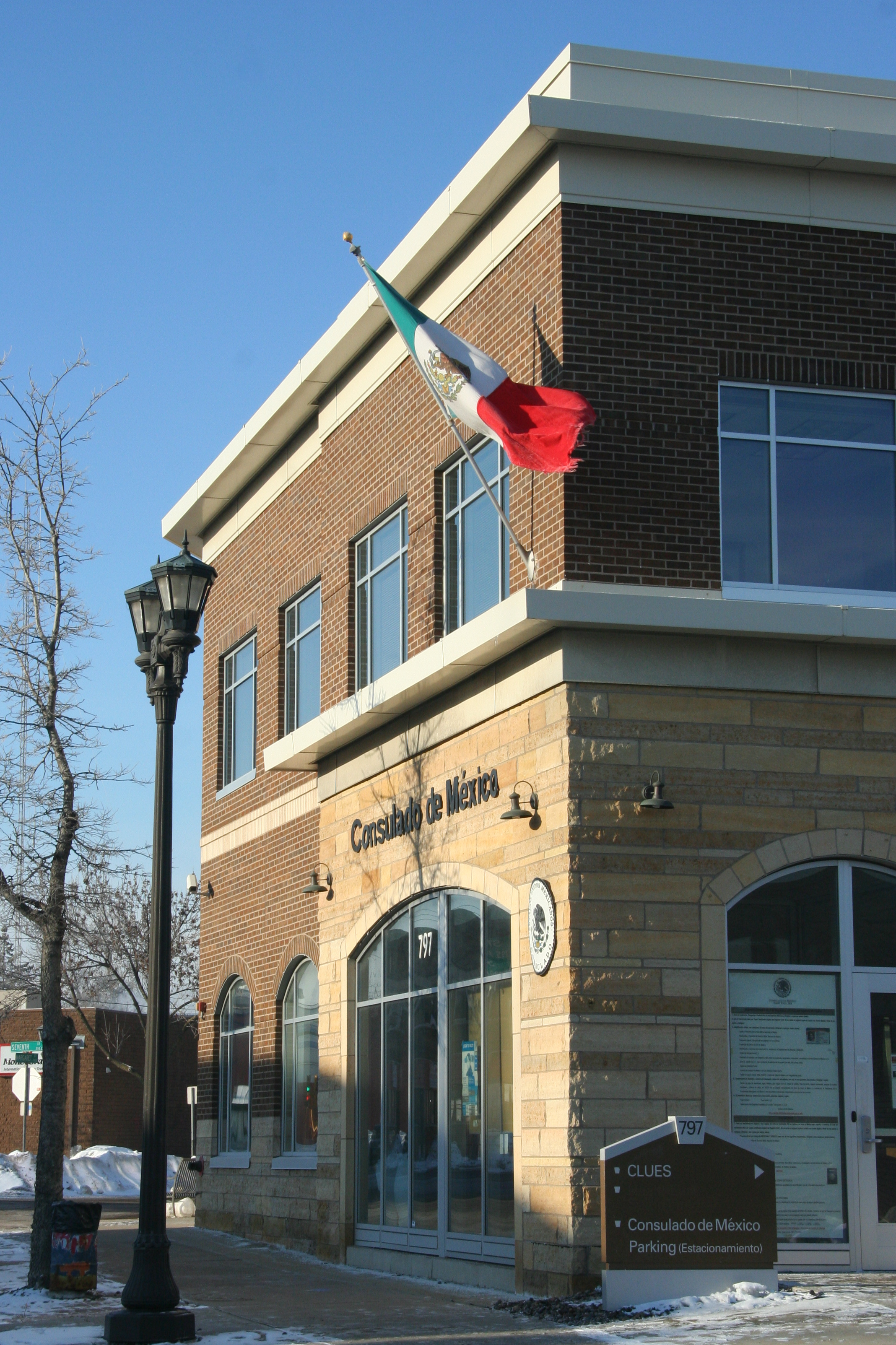
Consulado-Geral em Saint Paul
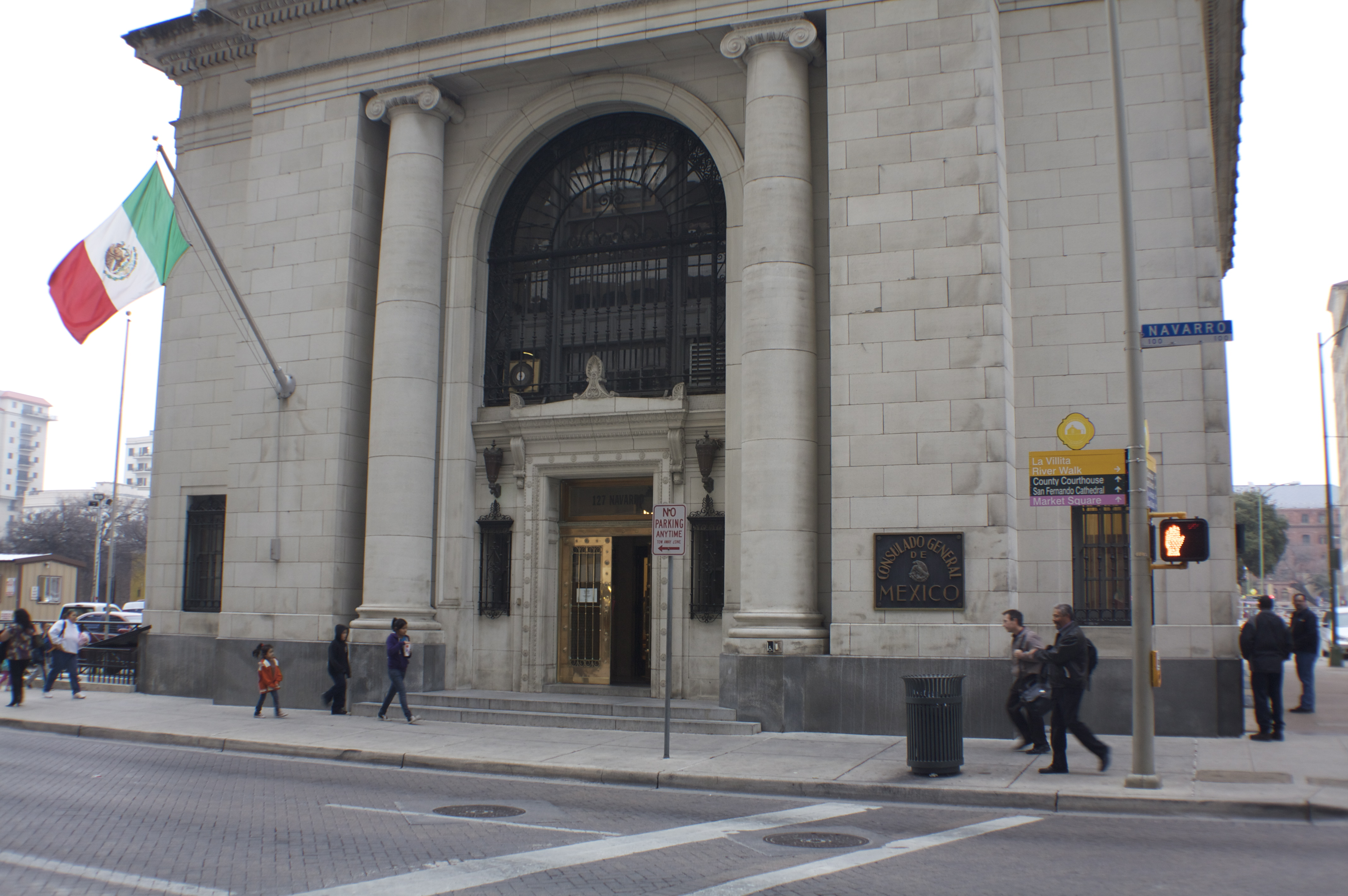
Consulado-Geral em San Antonio
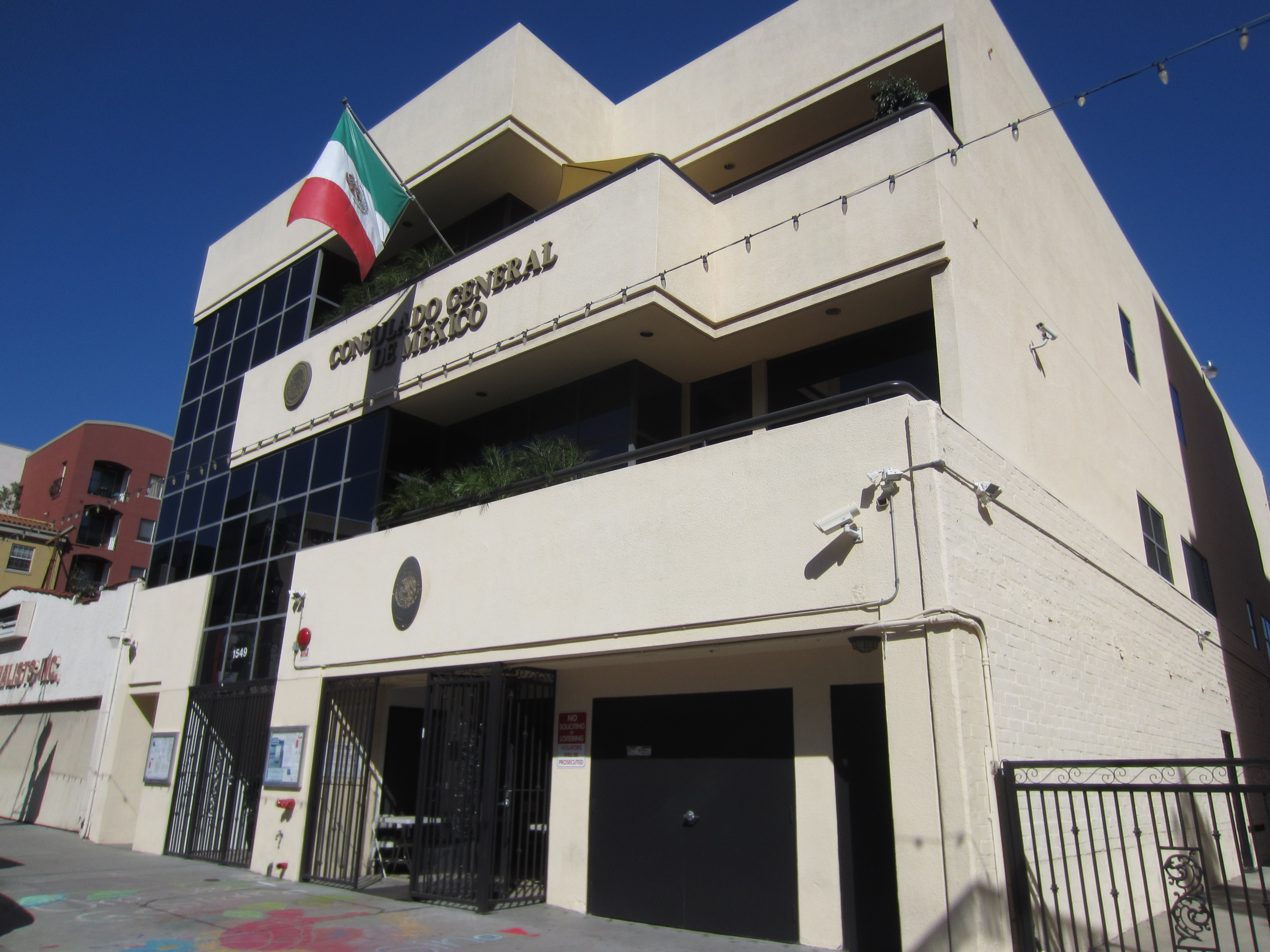
Consulado-Geral em San Diego
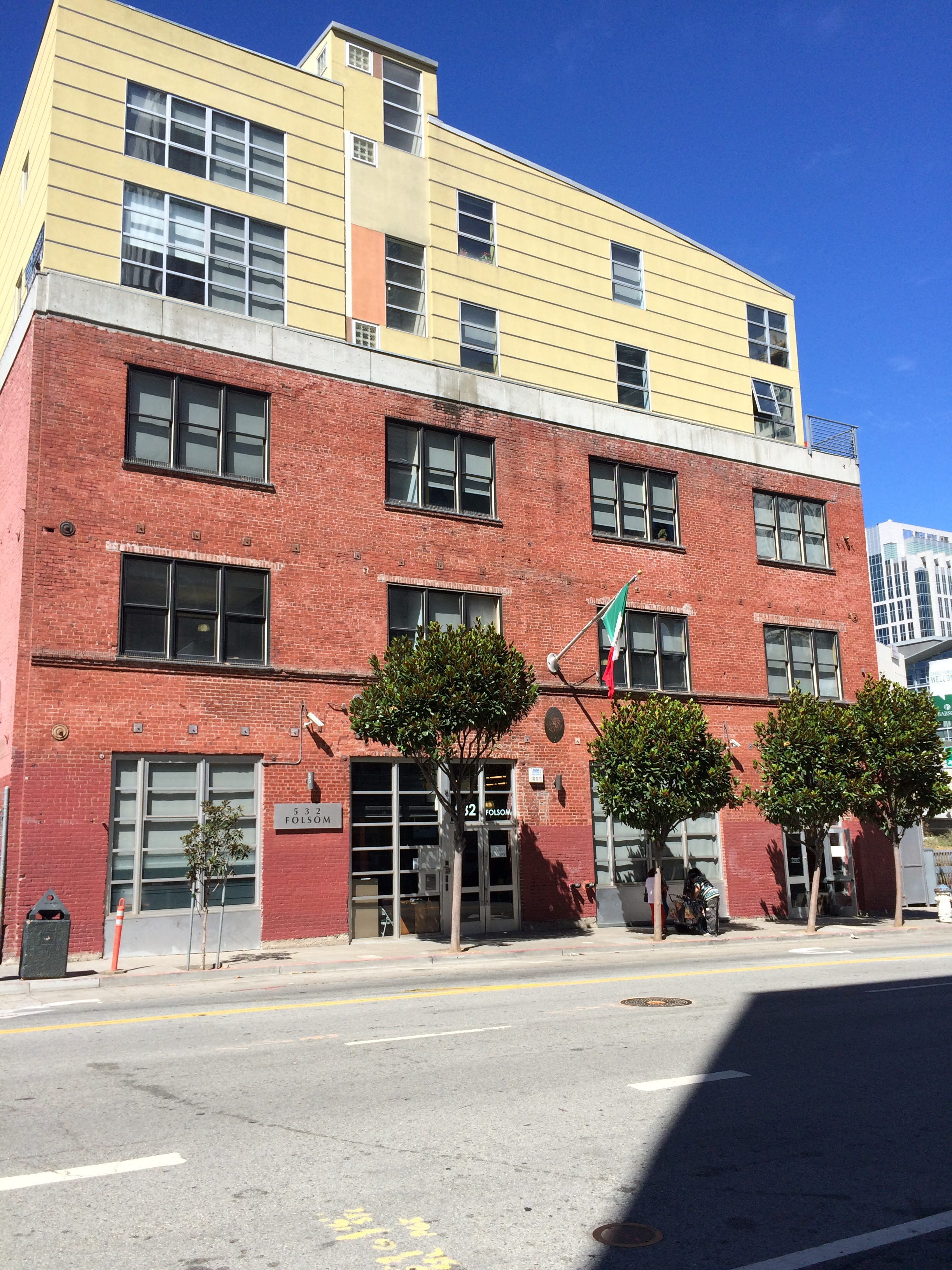
Consulado-Geral em São Francisco
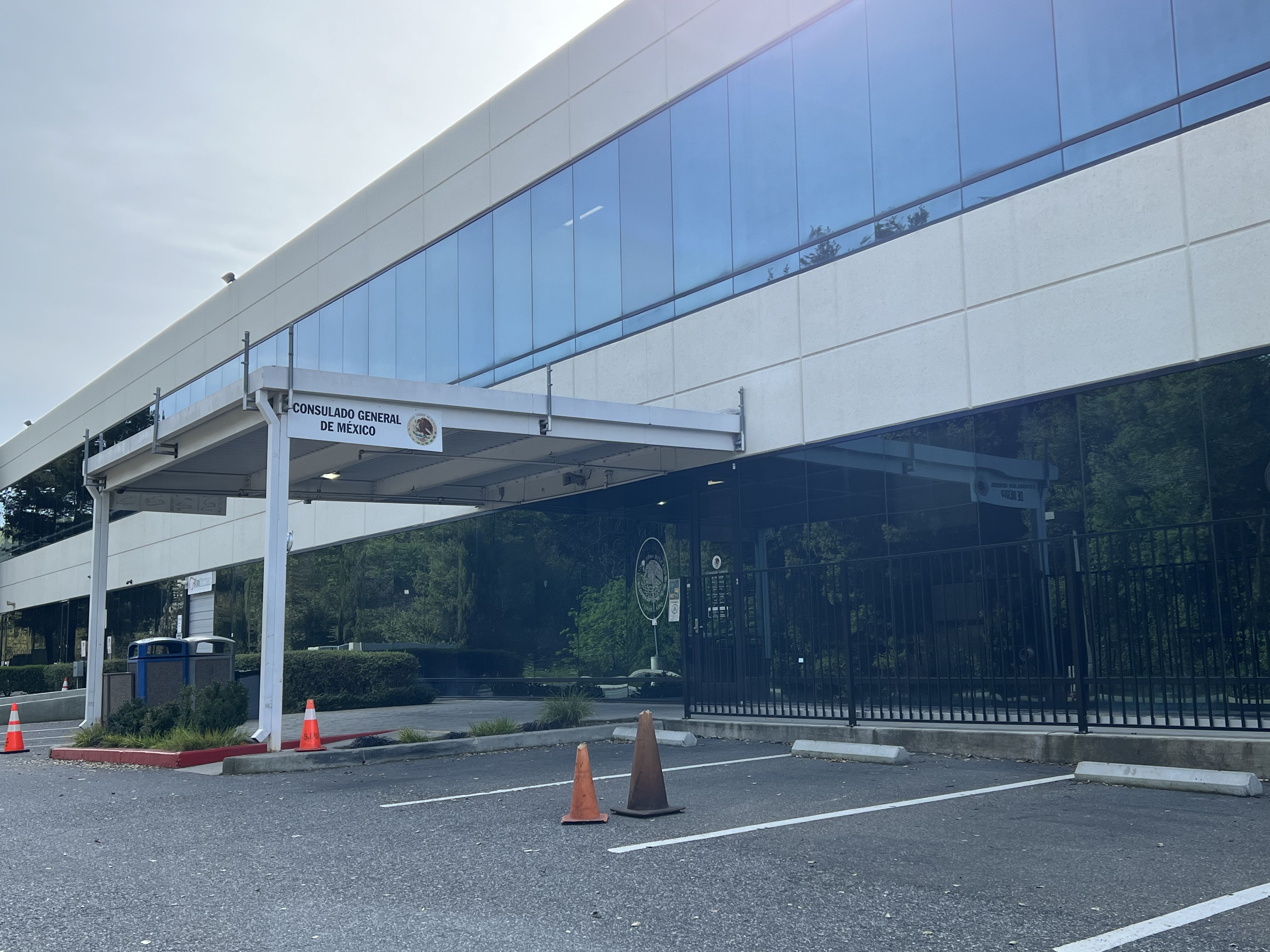
Consulado-Geral em São José
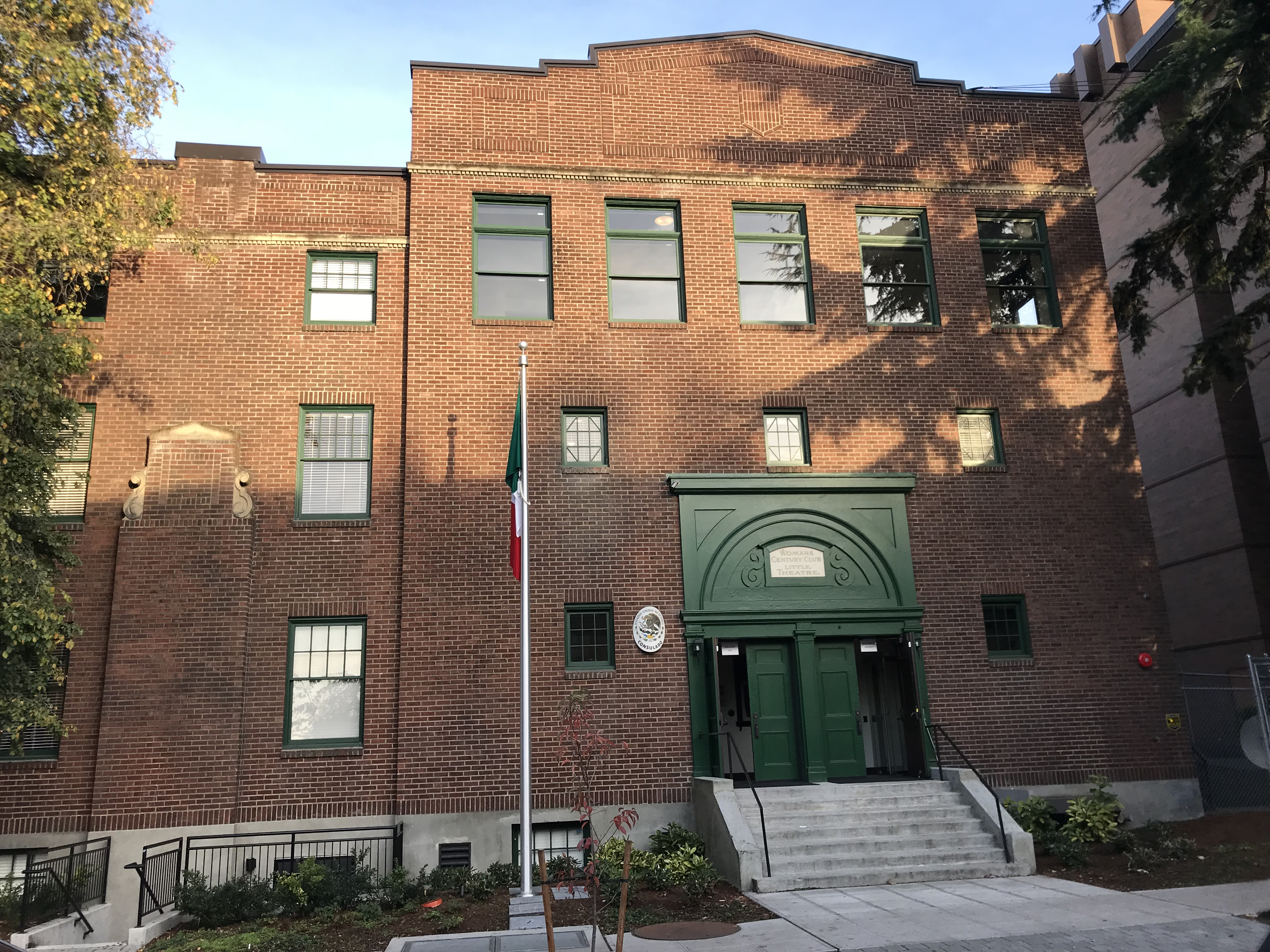
Consulado em Seattle
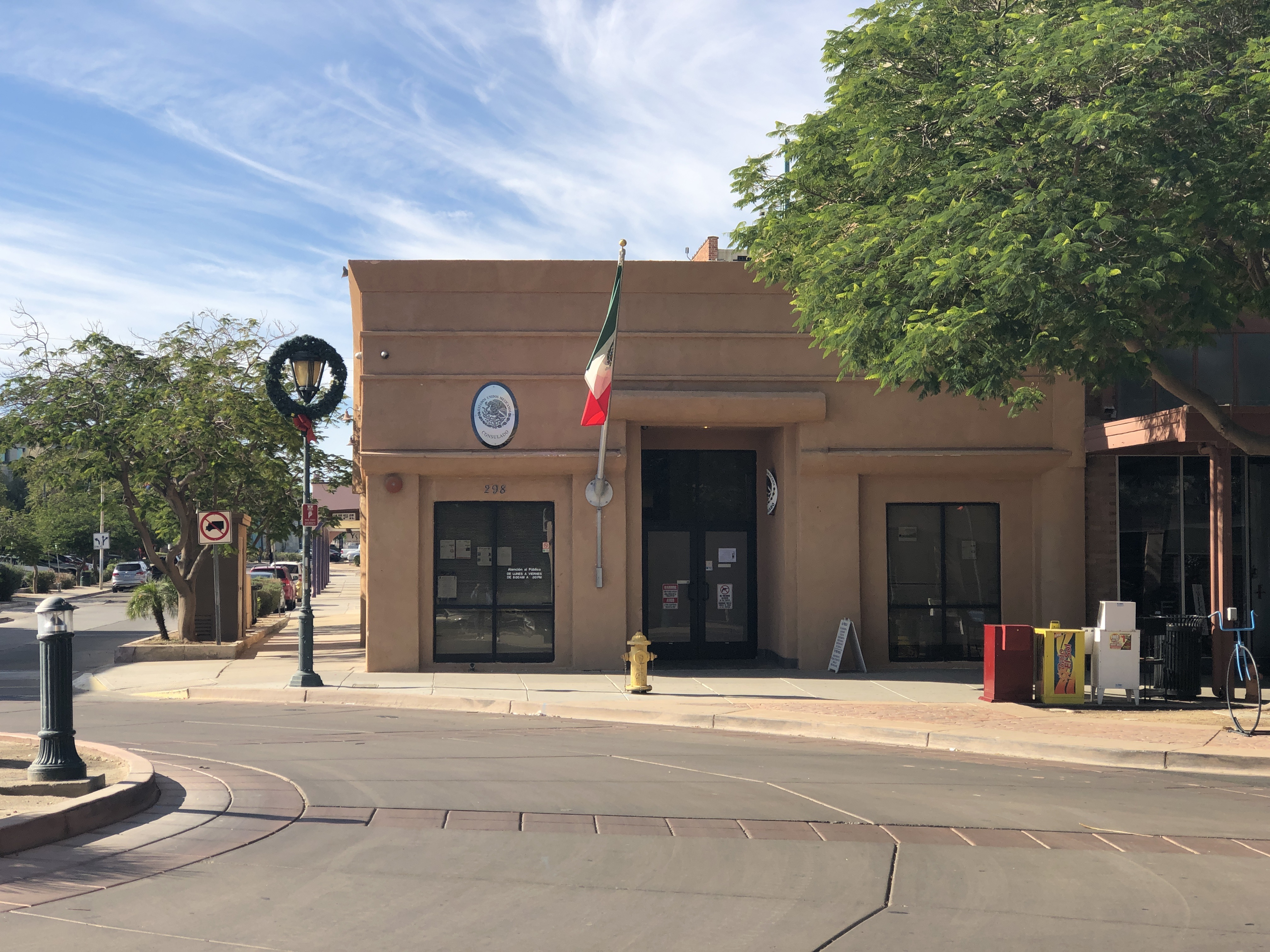
Consulado em Yuma
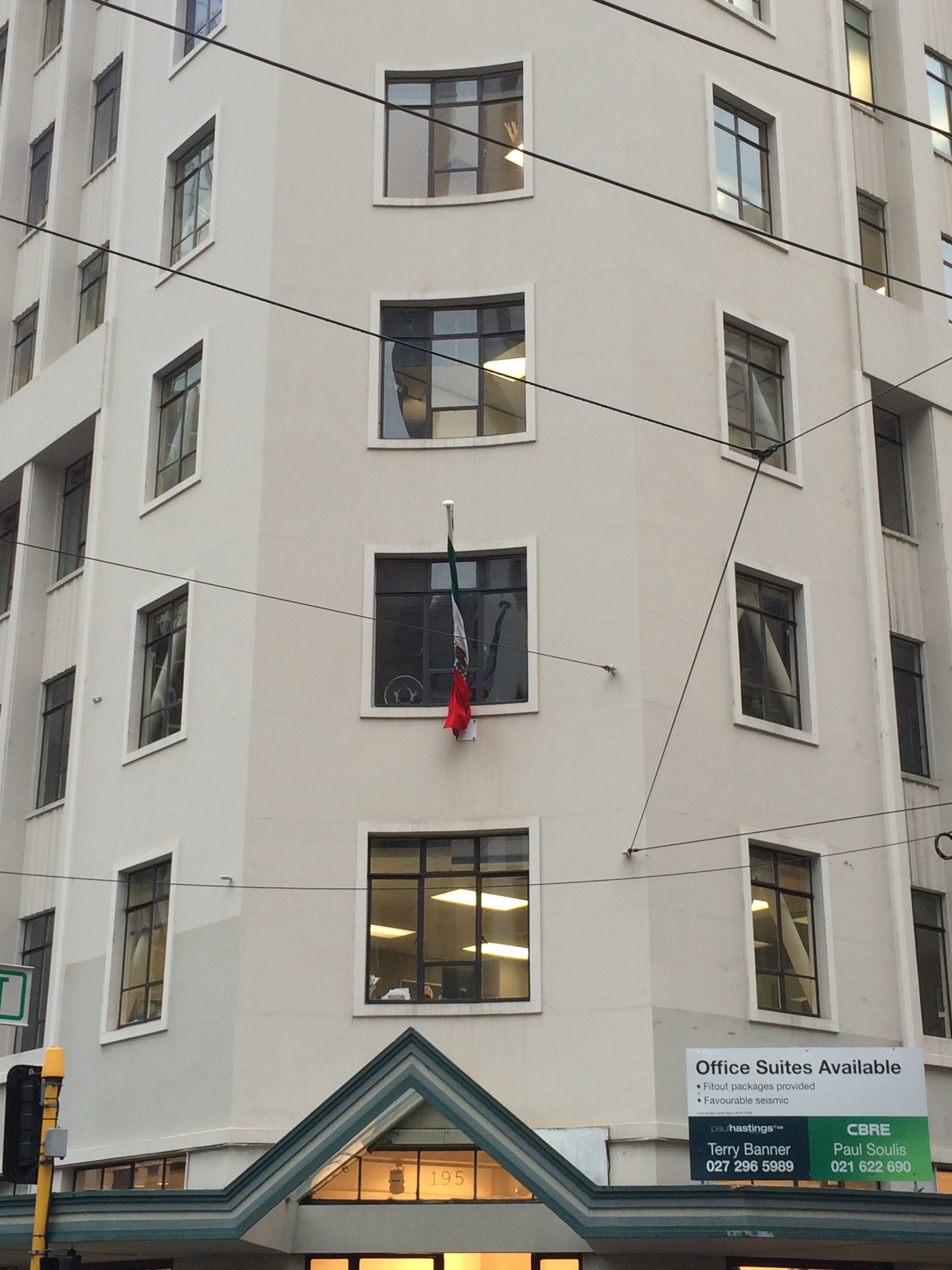
Embaixada em Wellington